# Klieving (embryo)
In de embryogenese is klieving de deling van cellen in de vroege ontwikkeling van het embryo, na de bevruchting. De zygoten van veel soorten ondergaan snelle celcycli zonder significante algehele groei, waardoor een klomp cellen ontstaat van dezelfde grootte als de oorspronkelijke zygote. De verschillende cellen die voortkomen uit splitsing worden blastomeren genoemd en vormen een compacte massa die de morula wordt genoemd. De klieving eindigt met de vorming van de blastula, of van de blastocyst bij zoogdieren.
Meestal afhankelijk van de hoeveelheid dooier in het ei, kan de klieving holoblastisch (volledig) of meroblastisch (onvolledig of partieel) zijn. De pool van het ei met de grootste hoeveelheid dooier wordt de vegetatieve pool genoemd, terwijl de tegenovergestelde pool de dierlijke (animale) pool wordt genoemd.
Klieving verschilt van andere vormen van celdeling doordat het aantal cellen en de kernmassa vergroot zonder de cytoplasmamassa te vergroten. Dit betekent dat bij elke volgende klieving er ongeveer de helft van het cytoplasma in elke dochtercel aanwezig is dan vóór die deling, en dus neemt de verhouding tussen celkern en cytoplasma toe.

## Mechanisme

Dit diagram toont de organisatie van een typisch mitotisch spoelfiguur bij dierlijke cellen. Chromosomen zijn aan kinetochoor-microtubuli gehecht via een multiproteïnecomplex dat de kinetochoor wordt genoemd. Polaire microtubuli vervlechten met elkaar in de middenzone van de spoelfiguren en duwen de spoelpolen uit elkaar via motoreiwitten. Astrale microtubuli verankeren de spoelpolen aan het celmembraan. De polymerisatie van microtubuli vindt plaats in het organiserende centrum van microtubuli (MTOC).

De snelle celcycli worden mogelijk gemaakt door het handhaven van hoge niveaus van eiwitten die de voortgang van de celcyclus controleren, zoals de cyclinen en hun geassocieerde cycline-afhankelijke kinasen (CDKs). Het complex cycline B/CDK1, ook bekend als MPF (maturatiebevorderende factor), bevordert de mitose.
De processen van mitose en cytokinese werken bij de klieving samen. De klieving begint met de vorming van de klievingsgroef, een inkeping in het celoppervlak, door insnoering van het celmembraan. Het cytokineseproces start dus aan de periferie van de cel. De nieuwe wand tussen de dochtercellen wordt gevormd door afzetting van membraanvesikels ter hoogte van de ingroeiende groef. Actine en myosine beginnen met het vormen van de groef, waarbij een actomyosine-ring ontstaat, die bestaat uit polymeren van het actine-eiwit, genaamd microfilamenten. Andere cytoskeleteiwitten en actinebindende eiwitten zijn bij het proces betrokken.
Het mitotische lichaam bestaat uit een centraal spoelfiguur en polaire asters bestaande uit polymeren van tubuline-eiwit genaamd microtubuli. Een aster is de stervorming van microtubuli die rond het centrosoom uitstralen en duidelijk zichtbaar zijn tijdens de celdeling. Gedurende deze tijd splitst de aster zich en vormen de twee aldus gevormde dochterstructuren elk een pool waarnaar de zusterchromatiden van elk chromosoom zullen migreren, in navolging van de microtubuli van de mitotische spoelfiguur waaraan ze zijn vastgemaakt, door hun kinetochoor. De kiemplaatsen van deze microtubuli bevinden zich in het amorfe pericentriolaire materiaal dat de centriolen omringt. Mitose en cytokinese zijn onafhankelijke maar ruimtelijk en in de tijdl gecoördineerde processen. Hoewel mitose kan plaatsvinden in afwezigheid van cytokinese, vereist cytokinese mitose.
Het einde van de splitsing valt samen met het begin van de zygotische Transcriptie (biologie)transcriptie. Dit wordt bij dieren die niet tot de zoogdieren behoren de midblastula-overgang genoemd en lijkt te worden bepaald door de nucleaire-cytoplasmatische verhouding (ongeveer 1:6).

## Bepaalde en onbepaalde klieving
- Bepaalde klieving (ook wel mozaïekklieving genoemd) komt voor bij de meeste Protostomia. Het resulteert erin dat de specialisatie van de cellen al vroeg in de embryo-ontwikkeling wordt bepaald. Elk blastomeer die door vroege embryonale klieving wordt geproduceerd kan zich niet tot een compleet organisme ontwikkelen.
- Onbepaalde klieving is kenmerkend voor Deuterostomia: wanneer de oorspronkelijke cel in een deuterostoom embryo zich deelt, kunnen de twee resulterende cellen worden gescheiden en kan elke cel zich individueel ontwikkelen tot een compleet organisme.

## Holoblastische en meroblastische klieving

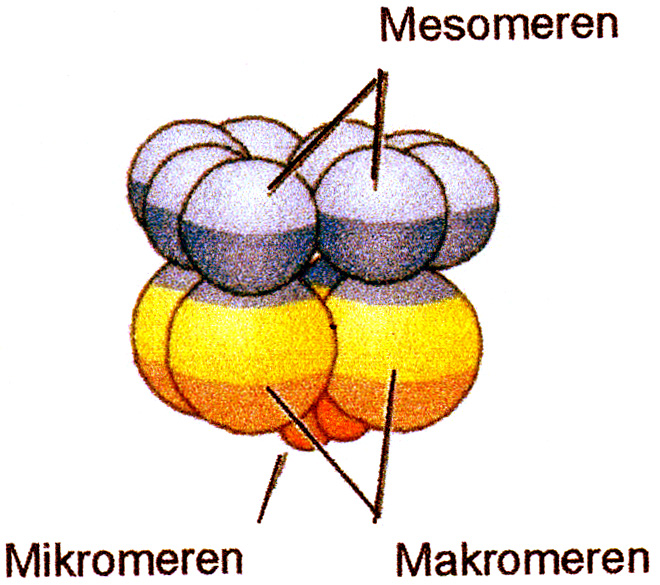
Ongelijke radiale klieving met micromeren bij de dierlijke (animale pool) en macromeren bij de vegetatieve pool.

### Holoblastische klieving
Bij holoblastische klieving worden de zygote en de gevormde blastomeren volledig gesplitst tijdens de klievingsfase, dus het aantal blastomeren verdubbelt bij elke klieving.
De holoblastische klievingen gaan bij de isolecithale zygoten tijdens de cytokinese door. De volgende ontwikkelingsfase voor eieren die deze klievingen ondergaan is de vorming van een blastula. Omdat de isolecithale cellen bij zoogdieren slechts een kleine hoeveelheid dooier bevatten, moeten ze onmiddellijk in de baarmoederwand innestelen om voedingsstoffen te ontvangen. Bij holoblastische eieren vindt de eerste klieving altijd plaats langs de vegetatieve-dierlijke as van het ei, de tweede klieving staat loodrecht op de eerste. Vanaf hier kan de ruimtelijke ordening van de blastomeren verschillende patronen volgen, als gevolg van verschillende klievingsvlakken bij verschillende organismen.

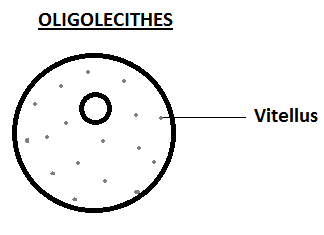
Isolecithaal of oligolecithaal ei. vitellus=dooier

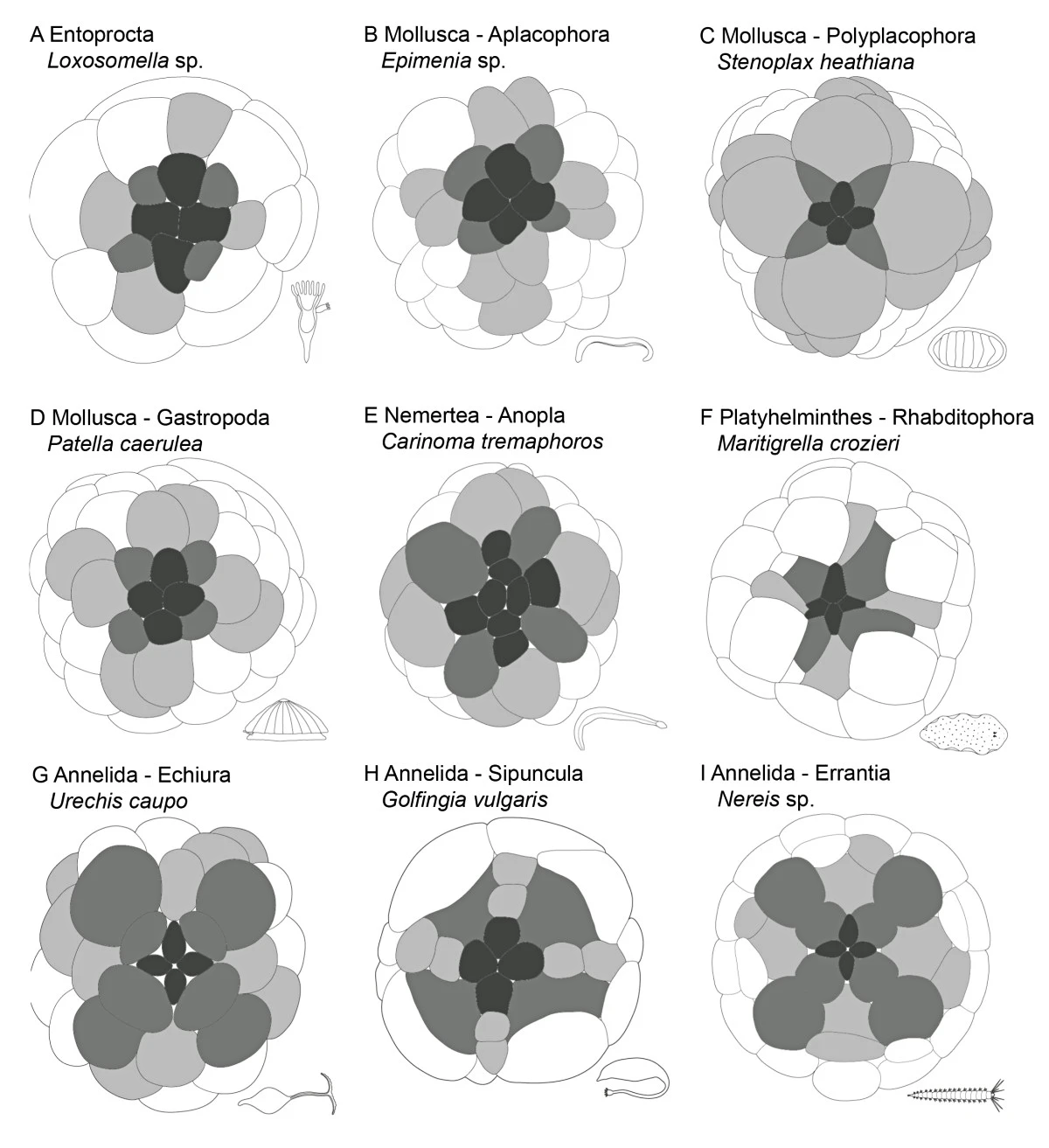
Spiraalklievingspatronen. Donkergrijs: apicale rozetcellen, grijs: perifere rozet/"ringworm"kruiscellen, lichtgrijs: "weekdierkruis"cellen. A: 43-celstadium van Loxosomella sp. B. Ongeveer 64-cellig stadium van het Aplacophora-weekdier Epimenia sp.. C: Ongeveer 62-cellig stadium van het keverslak-weekdier Stenoplax heathiana. D: 58-cellig stadium van het slak-weekdier Patella caerulea E: 64-cellig stadium van de snoerworm Carinoma tremaphoros. F: Ongeveer 64-cellig stadium van de Polycladida-platworm Maritigrella crozieri. G: 64-cellig stadium van de Echiuridae-lepelworm Urechis caupo. H: 48-cellig stadium van de pindaworm Golfingia vulgaris. I: Ongeveer 58-cellig stadium van de borstelworm Nereis sp.

Bij afwezigheid van een grote hoeveelheid dooier kunnen de volgende klievingen worden onderscheiden:
- isolecithale of oligolecithale klieving (cellen met weinig, gelijkmatig verdeelde dooier):
  - Radiaalklieving (stekelhuidigen, kraagdragers, amphioxus). Hierbij staan de spilassen evenwijdig of haaks op de polaire as van de eicel.
  - Spiraalklieving (ringwormen, meeste weekdieren, platwormen)
  - Bilaterale klieving (manteldieren). De eerste klieving resulteert in een tweedeling van de zygote in een linker- en rechterhelft. De volgende klievingsvlakken zijn gecentreerd op deze as en resulteren erin dat de twee helften spiegelbeelden van elkaar zijn. Bij bilaterale holoblastische klieving zijn de verdelingen van de blastomeren compleet en gescheiden; vergeleken met bilaterale meroblastische klieving, waarbij de blastomeren gedeeltelijk verbonden blijven.
  - Rotatieklieving (placentadieren, rondwormen, buideldieren (?)) omvat een normale eerste verdeling langs de meridionale as, waardoor twee dochtercellen ontstaan. De manier waarop deze splitsing verschilt, is dat een van de dochtercellen zich meridionaal (langs de vegetatieve-dierlijke as) deelt, terwijl de andere zich loodrecht op deze as dorsaal-ventraal deelt.
- mesolecithale, heterolecithaal of microlecithale klieving (cellen met een matige hoeveelheid dooier aan de vegetatieve pool)
  - Ongelijke radiale klieving (amfibieën, sommige vissen (prikachtigen, kaaimansnoeken en moddersnoeken). Micromeren bij de dierlijke (animale pool) en macromeren bij de vegetatieve pool.

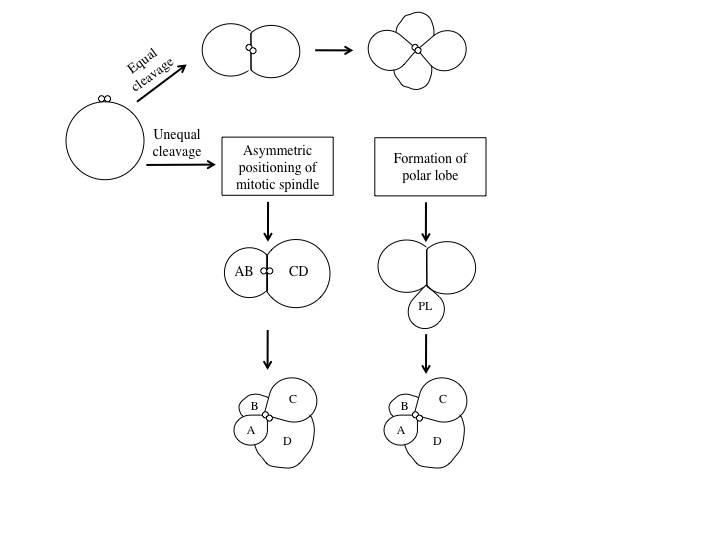
Gelijke en ongelijke klieving

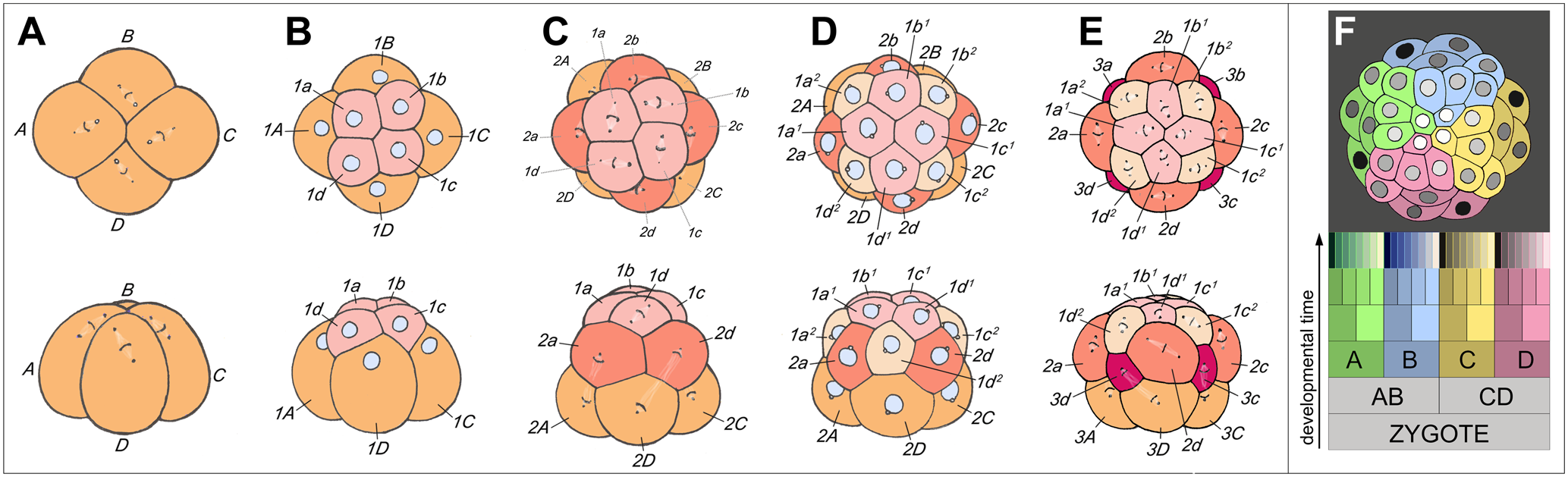
Isolecithale ongelijke spiraalvormige klieving bij Trochus (weekdier)

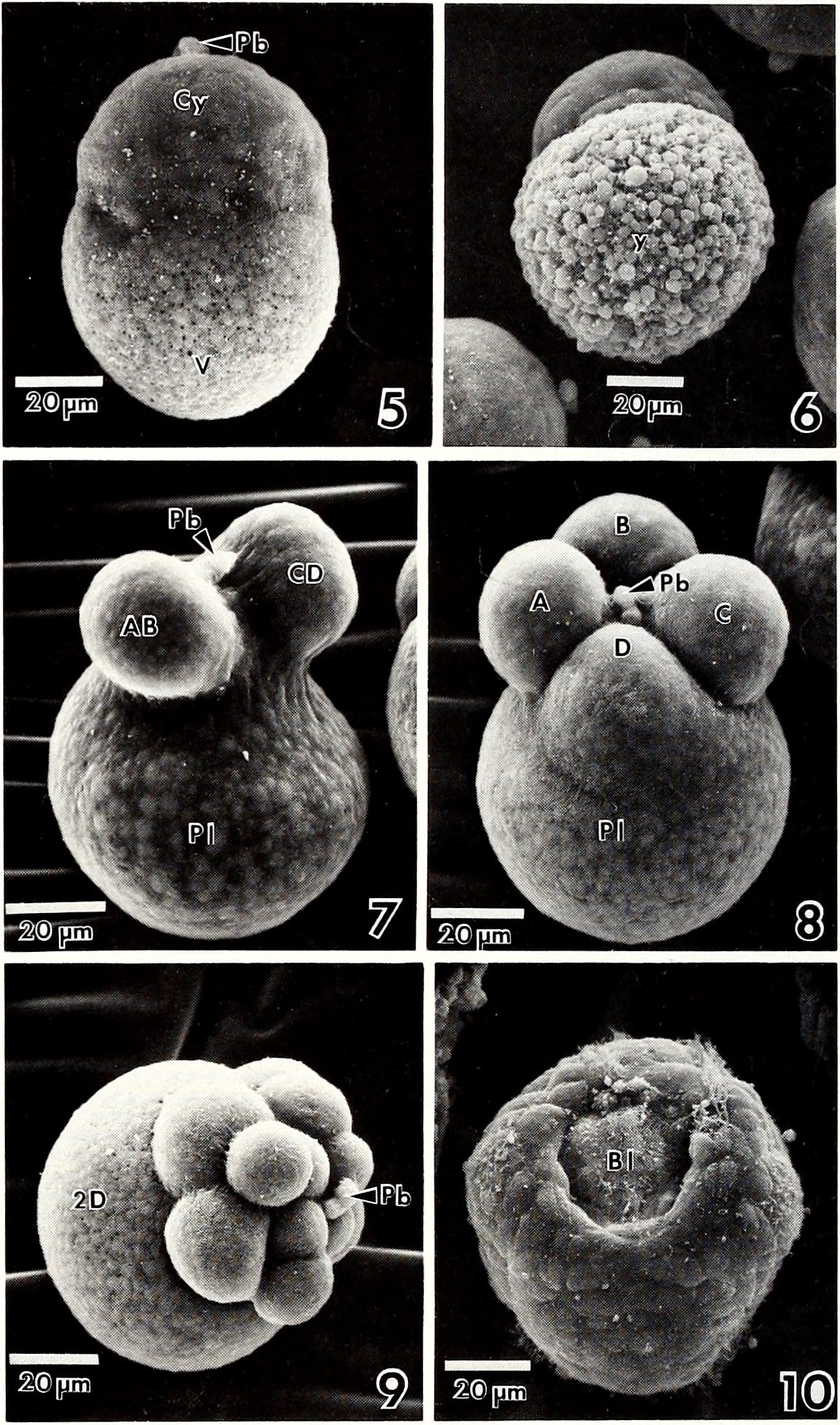
Stramonita canaliculata-slak (weekdier) met isolecithale ongelijke spiraalklieving. Fig. 5. SEM-opname van bevruchte eicel na vorming van het tweede polaire lichaam (Cy, cytoplasmatische (dierlijke) pool; Pb, polaire lichamen; V, vegetatieve dooierhoudende pool). Fig. 6. SEM van vegetatief aanzicht van gescheurde poolkwab met de dichte dooiermassa (y, dooiermassa). Fig. 7. SEM toont de eerste klieving van de eicel, resulterend in de vorming van AB- en CD-cellen (Pb, polaire lichamen; PI, polaire lob). Fig. 8. SEM van een viercellig stadium dat de voltooiing van A-, B-, C- en D-cellen toont, waarbij de polaire kwab (PI) en polaire lichamen (Pb) nog steeds zichtbaar zijn. Fig. 9. SEM van 2D-cel, na polaire kwabresorptie (Pb, polaire lichamen). Fig. 10. SEM van het gastrulastadium, ter illustratie van de blastoporus (Bl).

Spiraalklieving is tijdens de evolutie geconserveerd bij vele leden van de Lophotrochozoa, ook wel Spiralia genoemd. De meeste spiralia hebben dezelfde spiraalklieving, hoewel sommige een ongelijke klieving hebben. Spiraalklieving kan per soort variëren, maar over het algemeen resulteren de eerste twee klievingen in vier macromeren, ook wel grote blastomeren genoemd (A, B, C, D), die elk één kwadrant van het embryo vertegenwoordigen. Deze eerste twee klievingen zijn niet georiënteerd in vlakken die loodrecht parallel staan aan de dierlijke-vegetatieve as van de zygote. In het 4-cellige stadium ontmoeten de A- en C-macromeren elkaar bij de dierlijke pool, waardoor de dierlijke kruisklievingsgroef ontstaat, terwijl de B- en D-macromeren elkaar ontmoeten bij de vegetatieve pool, waardoor de vegetatieve kruisklievingsgroef ontstaat. Bij elke opeenvolgende klievingscyclus geven de macromeren aanleiding tot kwartetten van kleinere micromeren aan de dierlijke pool. De scheidingen die deze kwartetten opleveren, vinden plaats in een schuine hoek, een hoek die geen veelvoud van 90 graden is, ten opzichte van de dierlijke-vegetatieve as. Elk kwartet micromeren wordt geroteerd ten opzichte van hun moedermacromeer, en de chiraliteit van deze rotatie verschilt tussen oneven en even genummerde kwartetten, wat betekent dat er afwisselende symmetrie is tussen de oneven en even kwartetten. Met andere woorden, de oriëntatie van de divisies die elk kwartet voortbrengt, wisselt afwisselend met de klok mee en tegen de klok in ten opzichte van de dierlijke pool. Het afwisselende klievingspatroon dat optreedt wanneer de kwartetten worden gegenereerd, produceert kwartetten van micromeren die zich in de klievingsgroeven van de vier macromeren bevinden. Gezien vanaf de dierlijke pool vertoont deze opstelling van cellen een spiraalvormig patroon.
D-kwadrantspecificatie via gelijke en ongelijke klievingsmechanismen. In het 4-celstadium van gelijke klieving is het D-macromeer nog niet gespecificeerd. Het zal worden gespecificeerd na de vorming van het derde kwartet van micromeren. Ongelijke klieving vindt op twee manieren plaats: asymmetrische positionering van de mitotische spoelfiguur, of door de vorming van een polaire kwab (PL).
Specificatie van het D-macromeer is een belangrijk aspect van de spiraalvormige ontwikkeling. Hoewel de primaire as, dierlijke-vegetatieve, wordt bepaald tijdens de oögenese, wordt de secundaire as, dorsaal-ventraal, bepaald door de specificatie van het D-kwadrant. Het D-macromeer vergemakkelijkt celdelingen die verschillen van die geproduceerd door de andere drie macromeren. Cellen van het D-kwadrant geven aanleiding tot dorsale en posterieure structuren van de spiraliën. Er bestaan twee bekende mechanismen om het D-kwadrant te specificeren. Deze mechanismen omvatten gelijke en ongelijke klieving.
- Bij gelijke klieving produceren de eerste twee celdelingen vier macromeren die niet van elkaar te onderscheiden zijn. Elke macromeer heeft het potentieel om de D-macromeer te worden.[8] Na de vorming van het derde kwartet initieert een van de macromeren maximaal contact met de bovenliggende micromeren in de dierlijke pool van het embryo.[8][9] Dit contact is nodig om één macromeer te onderscheiden als het officiële D-kwadrantblastomeer. In spiraalvormige embryo's die een evenklieving hebben, wordt het D-kwadrant pas gespecificeerd na de vorming van het derde kwartet, wanneer contact met de micromeren bepaalt dat één cel het toekomstige D-blastomeer moet worden. Eenmaal gespecificeerd, geeft het D-blastomeer een signaal aan de omliggende micromeren om hun cellen te specificeren.[9]
- Bij ongelijke klieving zijn de eerste twee celdelingen ongelijk, waardoor vier cellen ontstaan waarin één cel groter is dan de andere drie. Deze grotere cel wordt gespecificeerd als het D-macromeer.[8][9] In tegenstelling tot gelijk klievende spiralen, wordt het D-macromeer gespecificeerd in het viercellige stadium tijdens de ongelijke klieving. Ongelijke klieving kan door twee verschillende mechanismen plaatsvinden. Eén mechanisme omvat de asymmetrische positionering van het klievingscentriool.[9] Dit gebeurt wanneer de aster aan de ene pool zich hecht aan het celmembraan, waardoor deze veel kleiner wordt dan de aster aan de andere pool.[8] Dit resulteert in een ongelijke cytokinese, waarbij beide macromeren een deel van het dierlijke gebied van het ei erven, maar alleen het grotere macromeer het vegetatieve gebied erft.[8] Het tweede mechanisme van ongelijke klieving omvat de productie van een kernloos, membraangebonden, cytoplasmatisch uitsteeksel, een polaire lob genoemd.[8] Deze polaire lob vormt zich tijdens de klieving aan de vegetatieve pool en wordt vervolgens naar de D-blastomeer gerangeerd. De poolkwab bevat vegetatief cytoplasma, dat wordt geërfd door het toekomstige D-macromeer.[9]

### Meroblastische klieving

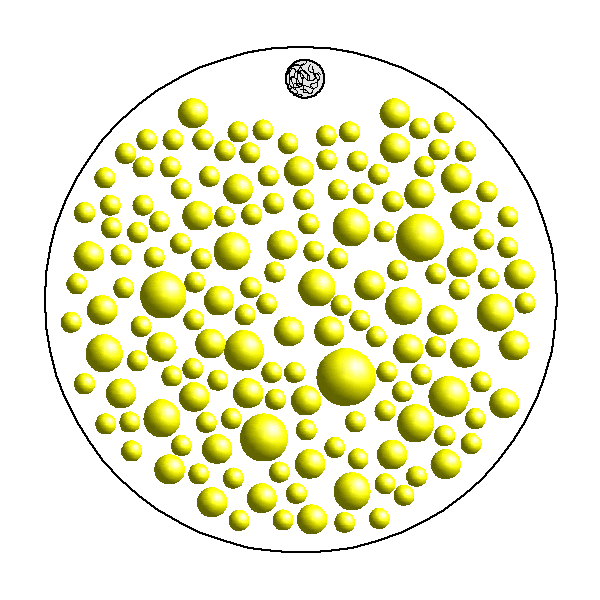
Telolecithaal ei

Meroblastische klieving kan onderverdeeld worden in:
- Telolecithale klieving met heel veel dooier door het grootste deel van de cel. Op de dooier ligt aan de animale (dierlijke) pool een klein schijfje cytoplasma met daarin de kern.
  - Bilaterale klieving bij inktvissen. De eerste klieving resulteert in een tweedeling van de zygote in een linker- en rechterhelft. De volgende klievingsvlakken zijn gecentreerd op deze as en resulteren erin dat de twee helften spiegelbeelden van elkaar zijn. Bij bilaterale holoblastische klieving zijn de verdelingen van de blastomeren compleet en gescheiden; vergeleken met bilaterale meroblastische klieving, waarbij de blastomeren gedeeltelijk verbonden blijven.
  - Discoidale klieving bij slijmprikken, kraakbeenvissen en de meeste beenvissen), Sauropsida (reptielen), vogels en cloacadieren. Bij de discoidale klieving dringen de klievingsgroeven niet door de dooier. Het embryo vormt bovenop de dooier een schijf met cellen, de blastodisc. De laag cellen die onvolledig is verdeeld en in contact staat met de dooier, wordt de "syncytiële laag" genoemd.
- Centrolecithale klieving met in het midden van de cel de kern omgeven door een beetje cytoplasma met daaromheen de dooier. De rest van het cytoplasma ligt langs de rand van de cel.
  - Oppervlakkige of periblastische klieving bij de meeste insecten en andere geleedpotigen. Bij oppervlakkige klieving vindt mitose plaats, maar geen cytokinese, wat resulteert in een meerkernige cel. Met de dooier in het midden van de eicel migreren de kernen naar de rand van het ei en groeit het celmembraan naar binnen, waardoor de kernen over individuele cellen worden verdeeld. Deze klieving kan de synchronisatie in de tijd van de ontwikkeling bevorderen, zoals bij de bananenvlieg.[10]

## Klieving bij zoogdieren (placentadier)

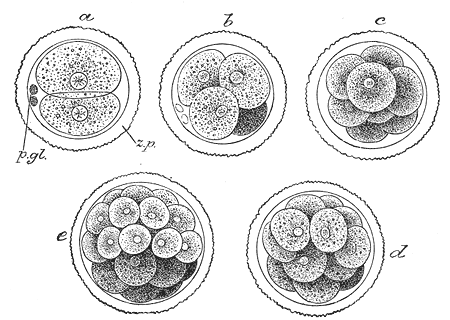
De ontwikkeling van een zygote (a) tot morula (e). z.p. zona pellucida. p.gl. poollichaampjes.

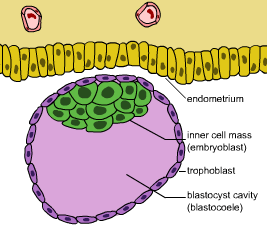
Blastocyste

Zoogdieren hebben een holoblastische rotatieklieving, die langzaam verloopt en waarbij de blastomeren niet tegelijkertijd delen (asynchrone klieving). De zygotische transcriptie begint in het twee-, vier- of achtcellige stadium.
Bij de embryonale ontwikkeling van de mens in het achtcellige stadium ondergaat het embryo, na drie klievingen te hebben ondergaan, enkele veranderingen terwijl het zich ontwikkelt via de blastula tot een blastocyste. In het achtcellige stadium zijn de blastomeren rond en zitten slechts losjes aan elkaar. Met verdere deling tijdens het compactiseringsproces worden de cellen afgeplat en ontwikkelen ze een binnenste-buiten polariteit die de celadhesie tussen hen optimaliseert. Ze beginnen zich stevig te hechten naarmate er gap junctions worden gevormd en er zonula occludens worden ontwikkeld met de andere blastomeren. In het stadium van 16-32 cellen wordt het compacte embryo een morula genoemd. Met verdere compactering zijn de individuele buitenste blastomeren, de trofoblasten, niet meer van elkaar te onderscheiden. omdat ze georganiseerd worden in een dunne laag van stevig aan elkaar gehechte epitheelcellen. Ze zijn nog steeds ingesloten in het glasvlies. Deze compactering dient om de structuur waterdicht te maken en om de vloeistof vast te houden die de cellen later zullen afscheiden. Bij de mens komt de morula na drie of vier dagen de baarmoeder binnen en drijft verder in het vocht dat door het baarmoederslijmvlies wordt afgegeven en dat voor voedingsstoffen zorgt. De celdelingen gaan door, totdat de morula is uitgegroeid tot een massief klompje cellen, dat door de toenemende druk ten slotte uit het glasvlies barst. Op dat moment wordt de morula een blastocyste genoemd. De celmassa in de blastocyste wordt de embryoblast genoemd, die uiteindelijk aanleiding zal geven tot de definitieve structuren van de foetus.
Er bestaan verschillen tussen de klieving bij zoogdieren met een placenta en die bij de buideldieren en cloacadieren die geen placenta vormen.

## Klieving bij de bananenvlieg (insect)

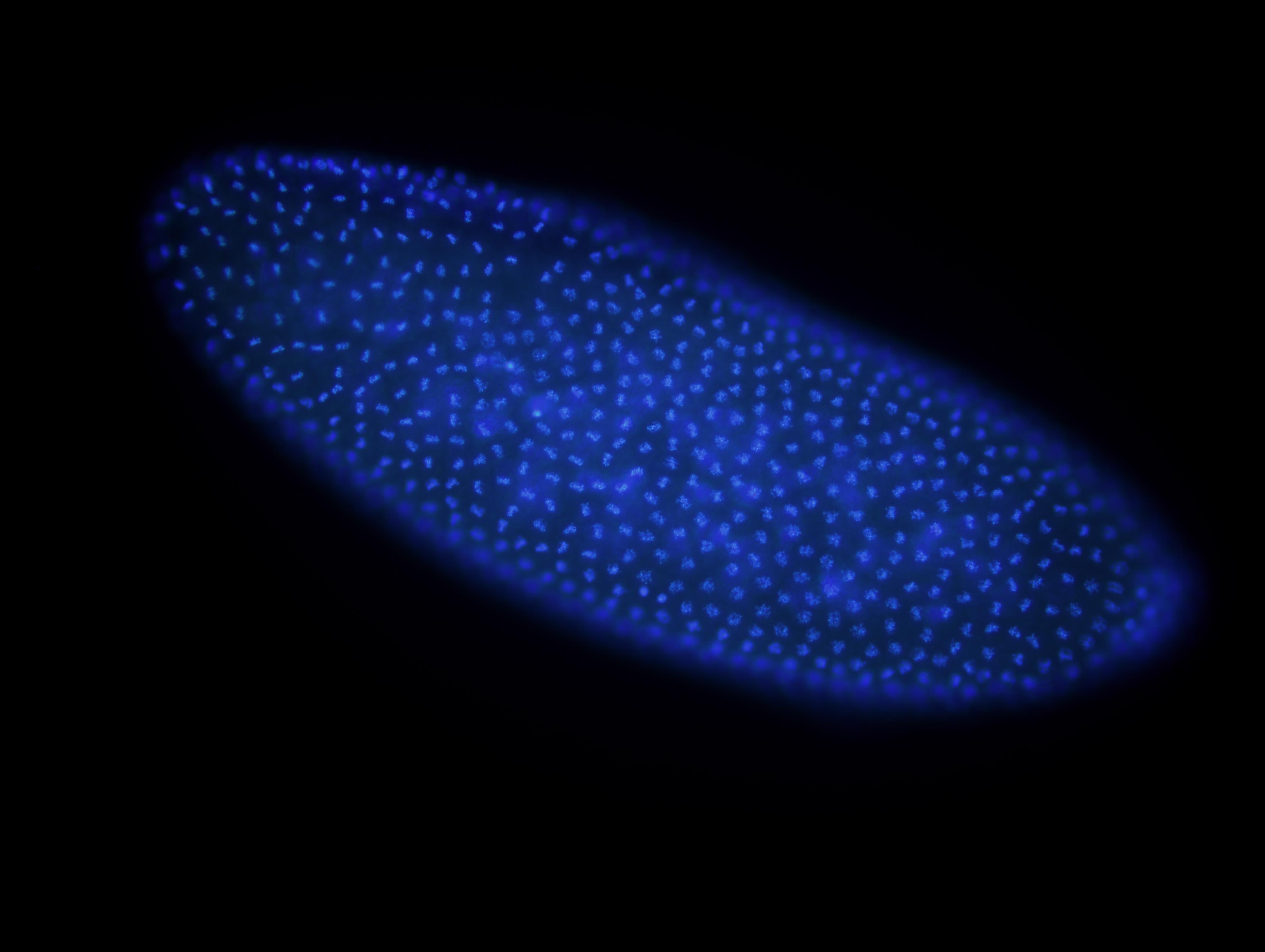
Coenocytiaal blastoderm van Drosophila. (De laag cellen die onvolledig is verdeeld en in contact staat met de dooier, wordt de "syncytiële laag" genoemd.) Elke heldere stip is een groep delende chromosomen.

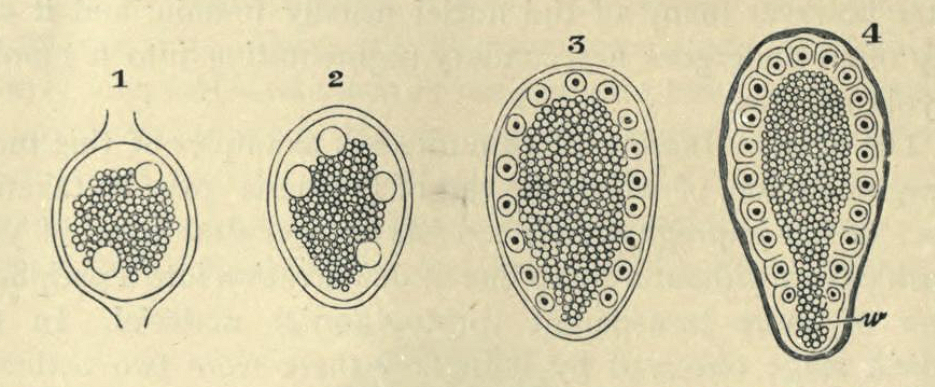
Gewone rozenluis. Het celmembraan van het ei vouwt zich naar binnen tussen de kernen, waardoor elke somatische kern wordt gescheiden in een individuele cel.

De bananenvlieg heeft een meroblastische centrolecithale oppervlakkige klieving, omdat ze een grote dooiermassa in het centrale deel van de cel hebben die de klieving beperkt tot de rand of cytoplasmatische ring van de zygote. De kern van de zygote ondergaat vele delingen; 256 kernen worden gevormd via acht kerndelingen. De kernen migreren naar de rand van het ei en blijven zich delen. Tijdens de negende deling bereiken ongeveer vijf kernen het oppervlak van de achterste pool van het embryo en worden opgenomen door de celmembranen, waardoor de polaire cellen worden gevormd die aanleiding geven tot gameten bij de volwassen vlieg. Het merendeel van de overige kernen bereikt de rand in de tiende cyclus en ondergaat vervolgens nog vier delingen (het embryo wordt syncytiaal genoemd, omdat de kernen zich in hetzelfde cytoplasma bevinden). Na de dertiende deling vouwt het celmembraan van het ei zich naar binnen tussen de kernen, waardoor elke somatische kern wordt gescheiden in een individuele cel, waardoor de kiemschijf ontstaat waarin alle cellen zijn georganiseerd in een enkele laag rond het midden van het ei met de dooier. De kiemschijf bestaat uit 6000 cellen en wordt gevormd na een reeks invaginaties (instulpingen) door de celmembranen.

## Klieving bijXenopus laevis(amfibie)
De Zuid-Afrikaande klauwpad (Xenopus laevis) wordt beschouwd als een modelorganisme in onderzoek naar de embryologische ontwikkeling van amfibieën. In amfibieën vindt holoblastische mesolecitische ongelijke radiale klieving plaats, als gevolg van de matige hoeveelheid dooier aan de vegetatieve pool, die belemmeringen bij de klieving veroorzaakt. Daarom begint de eerste klieving bij de dierlijke (animale) pool en beweegt zich langzaam richting de vegetatieve pool. Vanuit deze klieving wordt de vegetatieve pool breder en wordt een holte gevormd die vervolgens uitzet en de blastocoel vormt. De tweede klieving begint bij de dierlijke pool, voordat de eerste klieving het vegetatieve cytoplasma heeft verdeeld. Deze tweede klieving vindt loodrecht op de eerste plaats en is, net als deze, meridionaal (langs de vegetatieve-dierlijke as). De derde klieving vindt dorsaal-ventraal (equatoriaal) plaats, maar vanwege de dooier niet precies op de middellijn, maar enigszins verplaatst naar de dierlijke pool. Op deze manier wordt het embryo verdeeld in vier micromeren aan de dierlijke pool en vier macromeren aan de vegetatieve pool. De micromeren zullen zich snel delen, terwijl de macromeren dit langzaam zullen doen.

## Klieving bijCaenorhabditis elegans(rondworm)

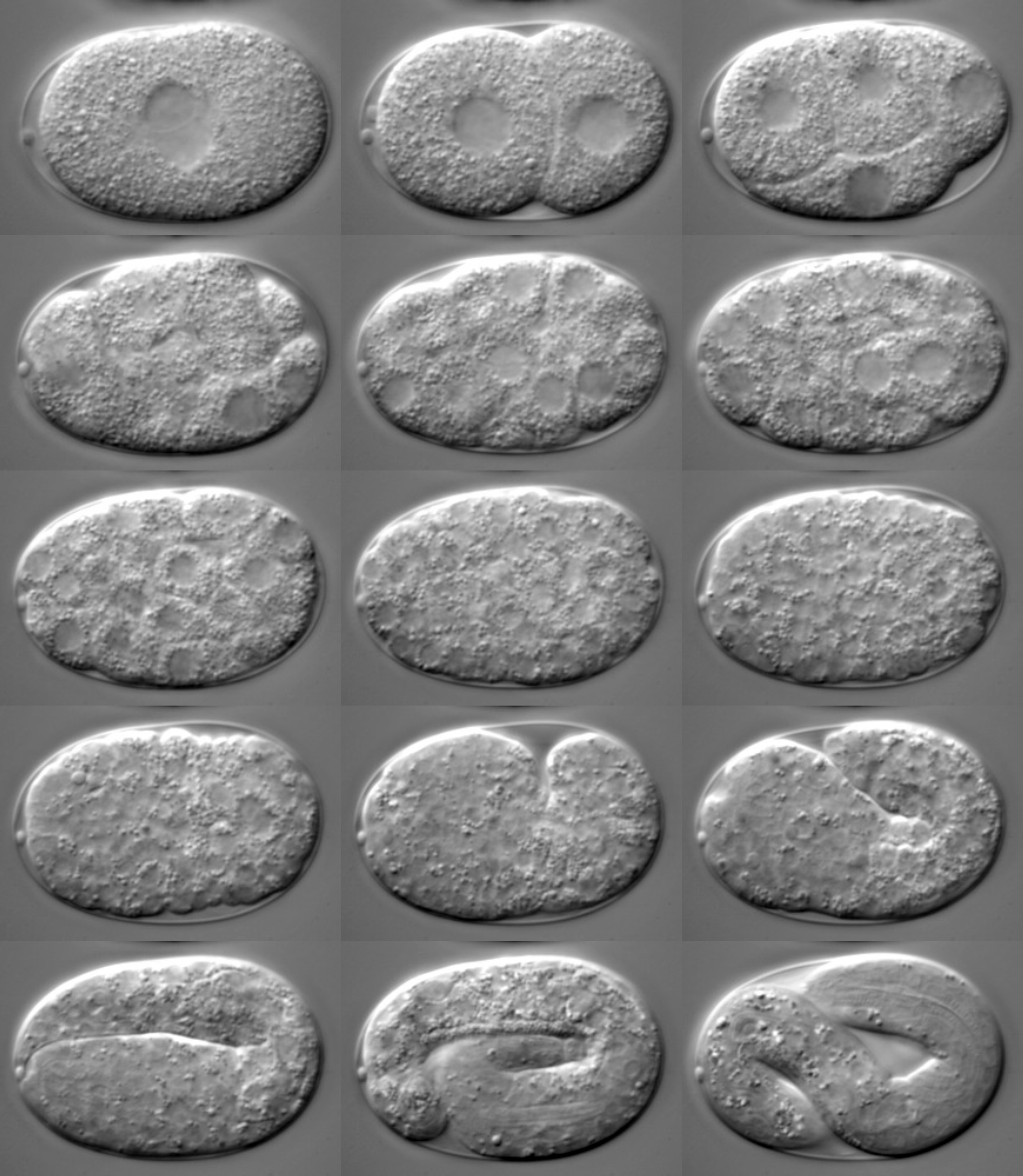
Ontwikkeling gedurende 15 uur vanaf 1-cel tot bijna uit het ei komen van de L1-larve. Kernen zijn als duidelijke cirkels in het meer granulaire, bestaande uit RNA-rijke organellen genaamd P-granulen, cytoplasma te zien. Het embryo begint linksboven in het 1-celstadium, vervolgens in het 2-cellige (middenboven), 4-cellige (rechtsboven), 12-cellige (2e rij, links), 26-cellige vroege gastrulatie (2e rij, centrum). Rechtsonder een rondworm met 558 cellen op het punt uit te komen. Dit is een enkel vlak, volgens DIC-microscopie.

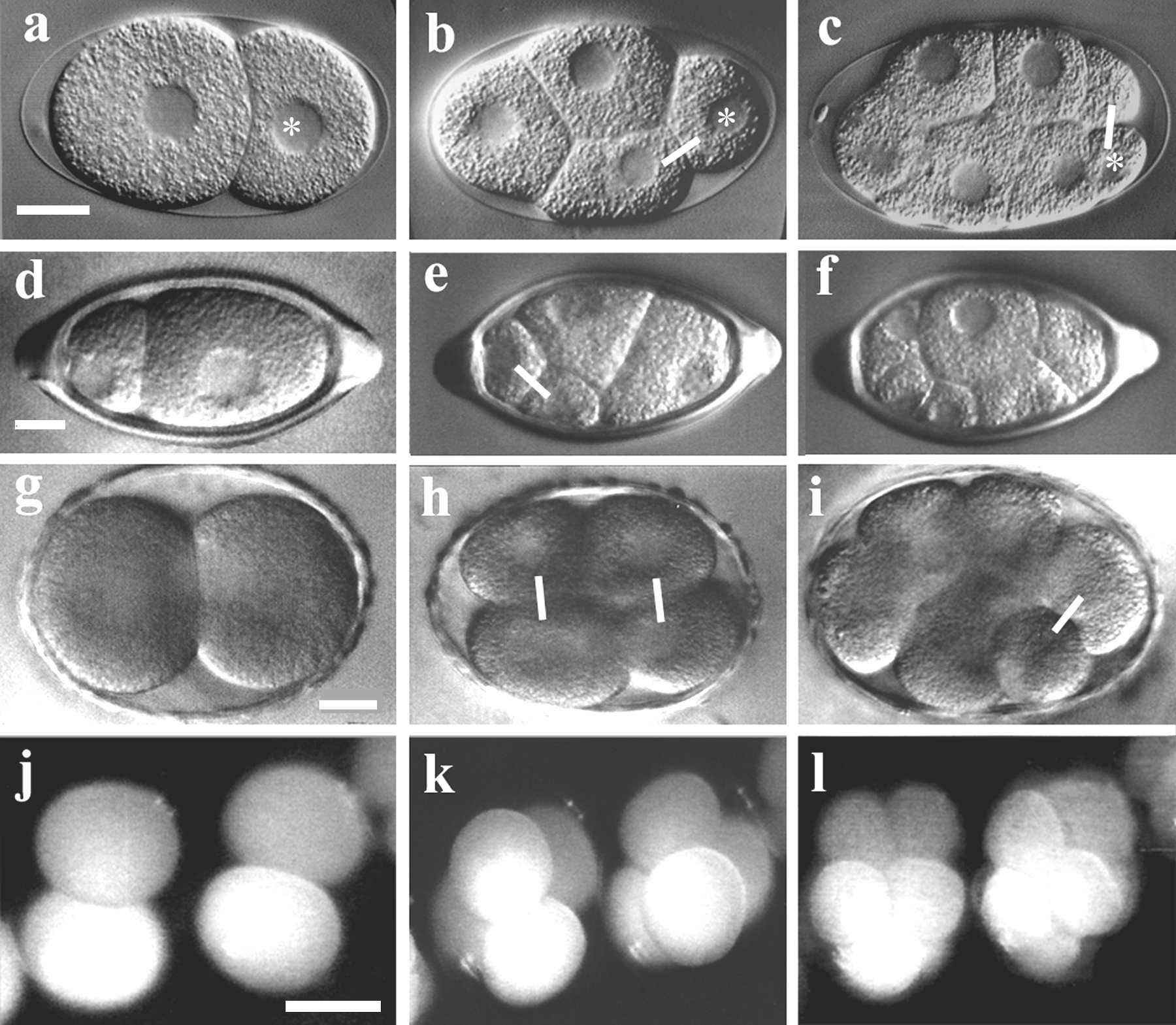
a-c, C. elegans, d-f, Trichuris muris, g-i, Prionchulus sp., j-l, Enoplus brevis

Caenorhabditis elegans heeft een holoblastische isolecithale rotatieklieving. Het ei bestaat uit één cel, met herkenbare volgende stadia van twee cellen, vier cellen en acht cellen. Uiteindelijk is de morula gevormd. Elke asymmetrische klieving produceert een grote blastomeer (macromeer) (AB, MS, E, C, D), die gedifferentieerde nakomelingen en een kleine kiemcelblastomeer (micromeer) (P1-P4) vormt. In de eerste klieving is de klievingsgroef asymmetrisch langs de voor-achteras en dichter bij wat de achterpool zal zijn. Die klieving vormt een voorste en een achterste blastomeer. Tijdens de tweede klieving deelt de voorste blastomeer (AB) zich equatoriaal (longitudinaal, 90 ° ten opzichte van de voorste-achterste as), terwijl de P1-blastomeer zich meridionaal (transversaal) deelt om een ander blastomeer (EMS) en een achterste blastomeer (P2) te produceren. De blastomeerlijn zal zich altijd meridionaal delen om een voorste blastomeer te vormen en een achterste blastomeer die de blastomeerlijn zal voortzetten. De E-blastomeer is het begin van de vorming van de darmen en de P4-blastomeer vormt de kiembaan. Op deze manier bestaat de pas uit het ei gekomen mannelijke L1-larve uit 558 cellen. Sommige cellen blijven zich delen en vormen de 1033 lichaamscellen van de volwassen mannelijke nematode.
De langwerpige as van het ei vormt de toekomstige voorste-achterste as van het lichaam van de nematode. De beslissing welk uiteinde het voorste zal worden en welk uiteinde het achterste, ligt bij de positie van de celkern van de zaadcel. Wanneer de zaadcel het cytoplasma van de oöcyt binnendringt, initieert het centriool dat verbonden is met de celkern van de zaadcel cytoplasmatische bewegingen waardoor de mannelijke celkern naar het dichtstbijzijnde uiteinde van de langwerpige eicel beweegt. Dit uiteinde wordt de achterste pool.

## Klieving bij zebravis (beenvis)

Telolecithale, discoidale eicel (0 uur), die zich in tweeën deelt (0,75 uur) en zich blijft delen totdat er duizenden kleine cellen zijn (3,25 uur). De cellen migreren vervolgens langs de zijkanten van de dooier (8 uur) en beginnen een kop en staart te vormen (16 uur). De staart groeit dan en scheidt zich van het lichaam (24 uur). De dooier krimpt na verloop van tijd omdat het embryo hem als voedsel gebruikt gedurende de eerste paar dagen (72 uur)

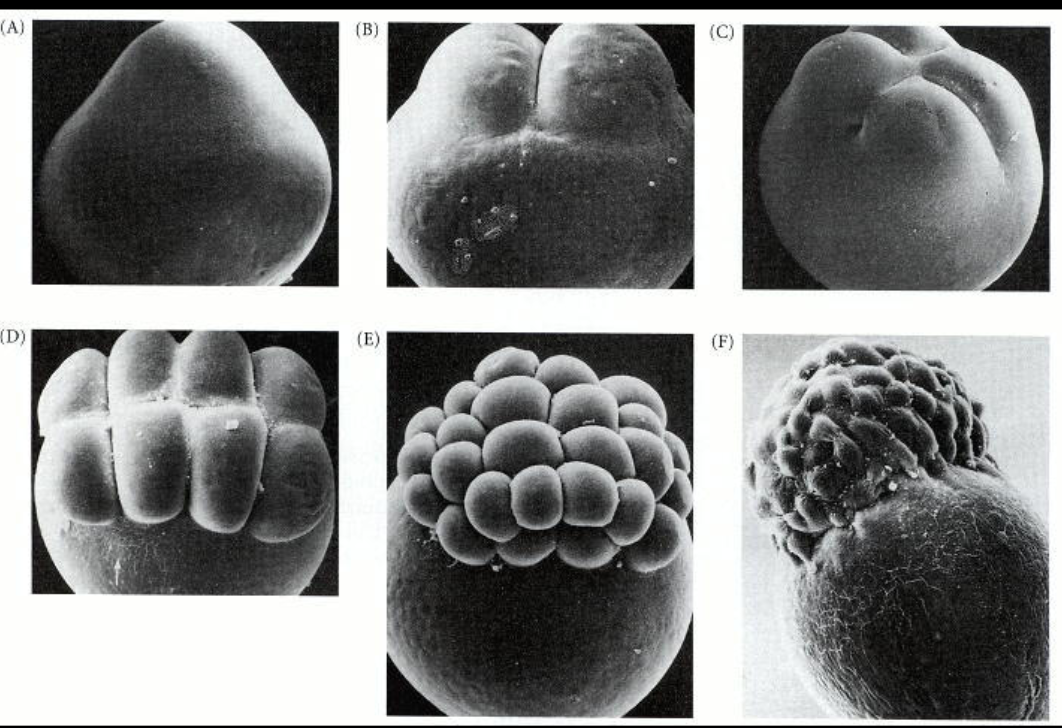
Klievingsstadia bij zebravis. (A) 1-cellig embryo. Bovenop het cytoplasma is het blastodisc-gebied. (B) 2-cellig embryo. (C) 4-cellig embryo. (D) 8-cellig embryo, waarbij twee rijen van vier cellen worden gevormd. (E) 32-cellig embryo. (F) 64-cellig embryo, waarbij de blastodisc bovenop de dooier te zien is.

Midblastula bij de zebravis. EVL=enveloplaag, DEL=diepe cellen, YSL=dooiersyncytiële laag. ~4 uur na bevruchting

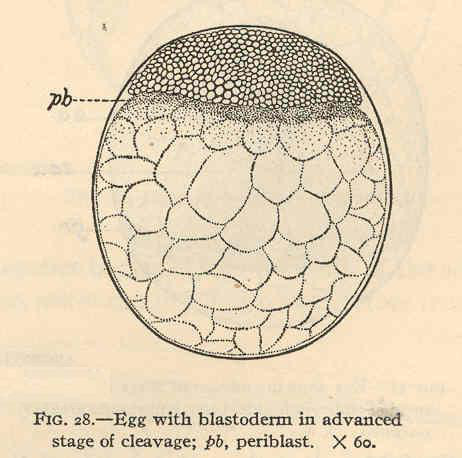

De zebravis heeft een meroblastische, telolecithale, discoidale klieving. Op de dooier ligt aan de dierlijke (animale) pool een klein schijfje cytoplasma (blastodisc) met daarin de celkern. (heel veel dooier door het grootste deel van de cel). Bevruchting van de zygote veroorzaakt calciumgolven die de samentrekking van het actine-cytoskelet stimuleren, wat een verdeling van de dooier naar de vegetatieve pool veroorzaakt, waardoor een gebied van de dierlijke pool vrij blijft van dooier en het ei een peervormige vorm krijgt. Segmentatie vindt alleen plaats in de blastodisc (dun gebied van dooiervrij cytoplasma aan de dierlijke (animale) pool) en alleen dit gebied zal het embryo vormen. De zygote heeft een peervormige structuur met een apicale blastodisc, omdat het dooiervrije cytoplasma beperkt is tot de dierlijke pool. De eerste twaalf klievingen zijn synchroon en snel met meridionale (langs de vegetatieve-dierlijke as) en equatoriale (dorsaal-ventraal) klievingen en vormen een groep cellen op de dierlijke pool, het blastoderm. Iedere klieving duurt ongeveer 15 minuten. 
Bij het begin van de overgang, vanaf ongeveer de tiende celdeling, naar de middenblastula gaan de celdelingen langzamer en worden minder synchroon, de transcriptie begint en de cellen of blastomeren beginnen te migreren, waardoor drie te onderscheiden cellagen ontstaan (rond de tiende celdeling):
- De eerste is de dooiersyncytiële laag (CSV=Vitelline Syncytial Layer) of periblast die wordt gevormd wanneer cellen van de vegetatieve (richting vegetatieve pool) rand van het blastoderm samensmelten met de onderliggende dooiercelrand. De dooiersyncytiële laag  wordt gevormd in de negende of tiende klieving. Het vormen van een ring van kernen in het cytoplasmatische deel van de dooiercel, dat net onder het blastderm zit, zal belangrijk zijn bij het sturen van sommige gastrulatie celbewegingen. Later, als het blastoderm zich richting vegetatieve pool uitbreidt en de dooiercel gaat omringen, zullen sommige van de syncytiële kernen van de dooier onder het blastoderm bewegen om de interne dooiersyncytiële laag te vormen, en sommige kernen zullen richting vegetatieve pool bewegen, waarbij ze vóór de blastodermrand blijven en de externe dooiersyncytiële laag gaan vormen.
- De tweede is de omhullende laag die wordt gevormd door de buitenste cellen van het blastoderm. Deze laag is één cellaag dik en zal uiteindelijk het periderm vormen (extra-embryonale beschermende laag die tijdens de latere ontwikkeling wordt afgestoten).
- De derde zijn de diepe cellen die worden aangetroffen tussen de omhullende laag en de dooiersyncytiële laag en die het embryo zullen vormen.[11]

In het begin hebben alle cellen een open verbinding met elkaar en met de onderliggende dooiercel, waardoor moleculen van gemiddelde grootte (17 kDa) vrijelijk van het ene blastomeer naar het andere kunnen gaan.
De embryogenese bij de zebravis verloopt snel. 24 uur na de bevruchting zijn de meeste weefsels en orgaanprimordia gevormd en is het embryo al kikkervisjesachtig van vorm.
In tegenstelling tot embryo's van amfibieën, stekelhuidigen, zoogdieren en vogels, hebben zebravissen geen gedefinieëerde blastocoel. In plaats daarvan hebben ze kleine, onregelmatige extracellulaire ruimtes die worden gevormd tussen de cellen van de blastodisc die bovenop de dooier zitten.
Tijdens het blastulastadium worden tubulines (subeenheden van microtubuli en componenten van centrosomen) in een oligomere toestand gehouden die verhindert dat ze microtubuli vormen. De hoeveelheid oplosbare tubuline neemt toe tijdens gastrulatie. γ-tubuline geassocieerd met eiwitcomplexen kan betrokken zijn bij de regulatie van de tubulinedynamiek tijdens oögenese en embryogenese van zebravissen.

### Klieving bij vissen

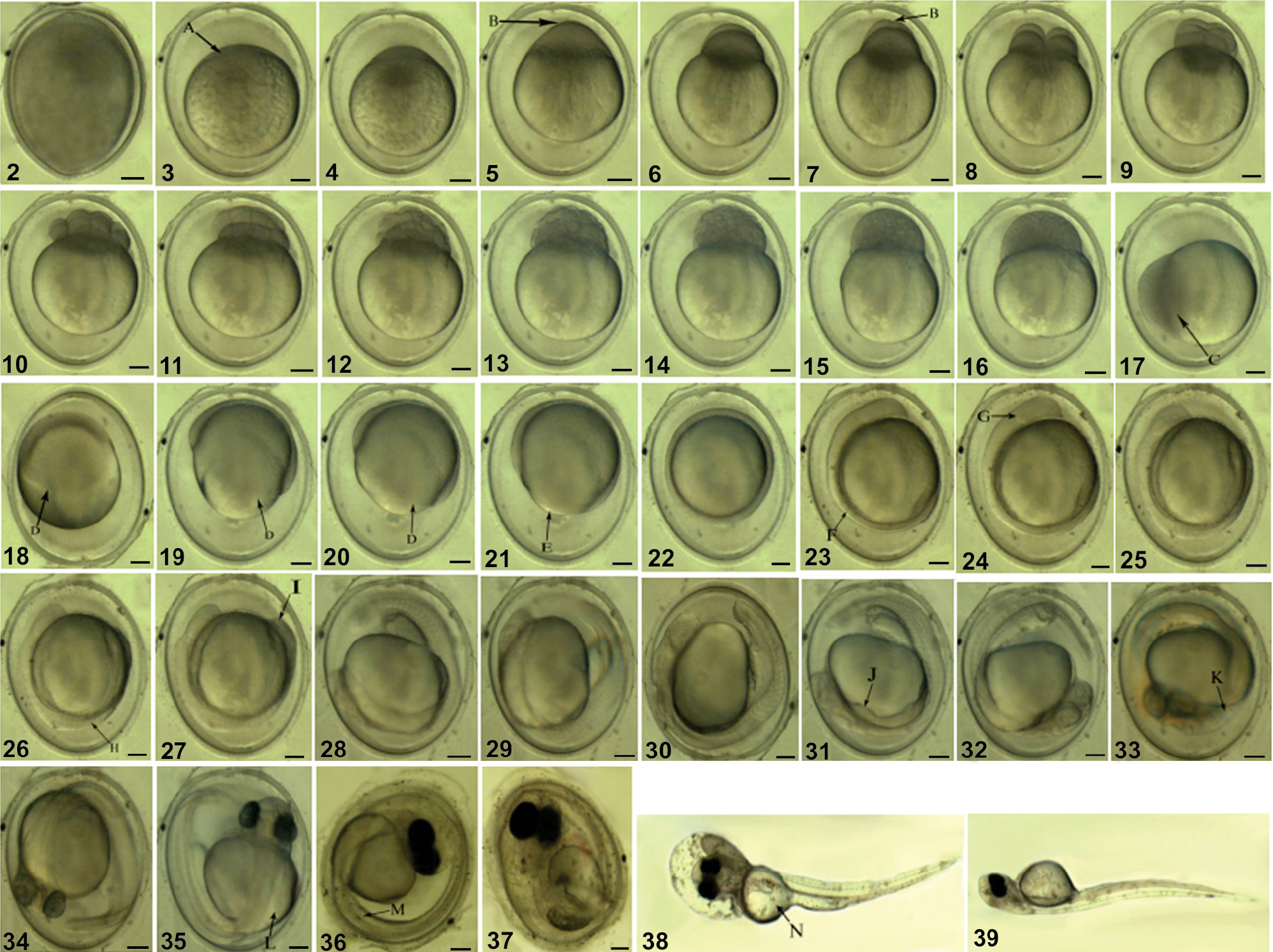
Ontwikkeling van ei tot larve bij Pseudorasbora parva, 18 D: Vroege gastrula fase met D=kiemring

Epibolische beweging van cellen tijdens de gastrulatie en met blastoporus

Zodra de blastodermcellen bijna de helft van de dooier hebben bedekt, treedt verdikking op langs de hele rand van de diepe cellen. De verdikking wordt de kiemring genoemd en bestaat uit een oppervlakkige laag, de epiblast die het ectoderm zal worden, en een binnenlaag genaamd de hypoblast die het endoderm en mesoderm zal vormen. Terwijl de blastodermcellen epiboliseren rond de dooier, beginnen de cellen aan de blastodermrand de hypoblast te vormen. De vermoedelijke ectoderm- of epiblastcellen doen dat niet, maar de diepe cellen (binnenste cellaag) doen dat wel en zij worden het mesoderm en het endoderm. Terwijl de hypoblastcellen naar binnen bewegen, begint het toekomstige mesoderm (hypoblastcellen) richting vegetatieve pool te bewegen en zich te vermenigvuldigen. Later in de ontwikkeling veranderen deze cellen van richting en beginnen ze naar de dierlijke pool te bewegen. Endodermale voorlopers lijken echter geen patroon te hebben en willekeurig over de dooier te bewegen. (Epibolie is de beweging van epitheellagen (meestal van ectodermale cellen) die zich als een eenheid verspreiden.)

## Klieving bij zee-egel (stekelhuidige)

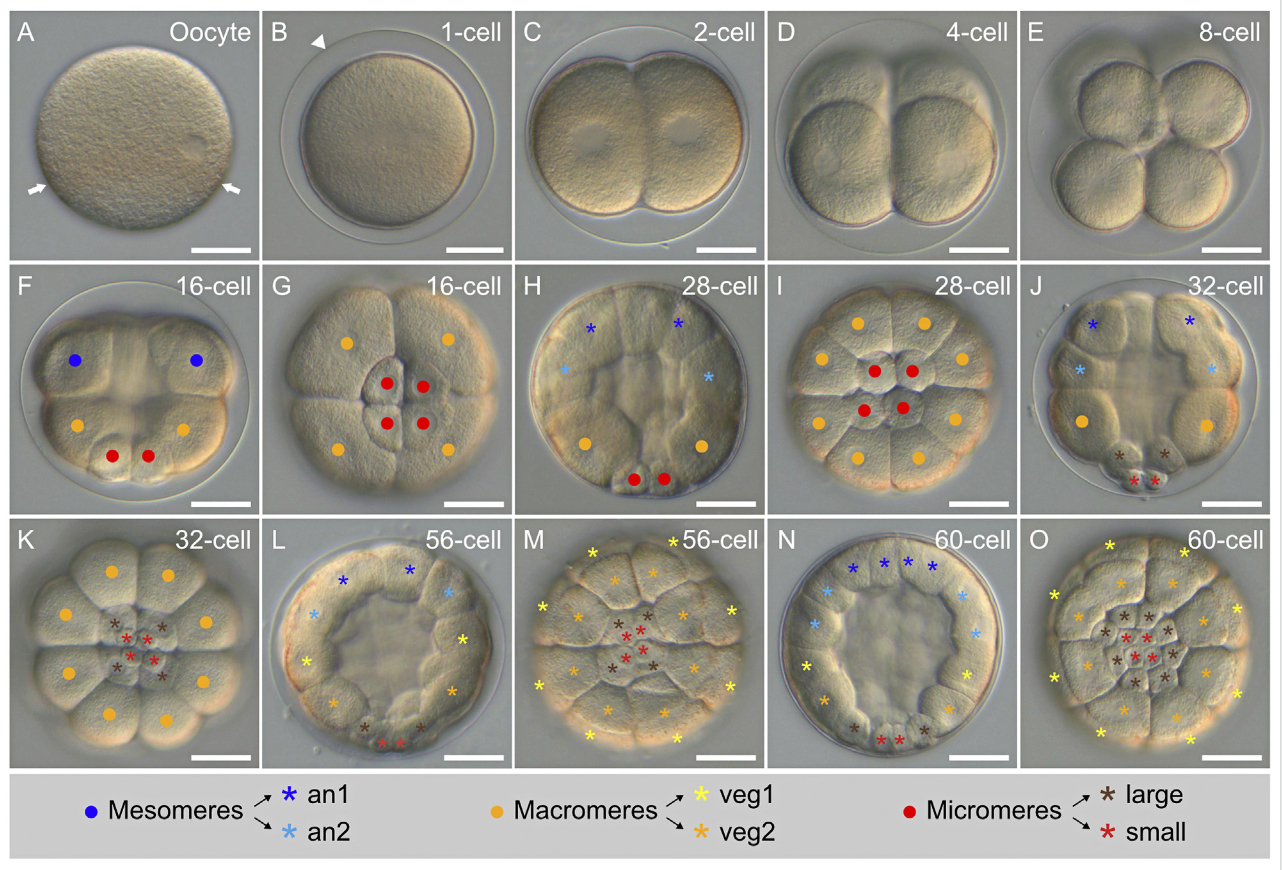
Paracentrotus lividus. (A) onbevrucht ei (eicel); (B) zygote (of 1-celstadium) (1-cel); (C) 2-celstadium (2-cel); (D) 4-celstadium (4-cel); (E) 8-celstadium (8-cel); (F,G) 16-cel stadium (16-cel); (H,I) 28-celstadium (28-cel); (J, K) 32-celstadium (32-cellen); (L, M) 56-celstadium (56-cel); (N, O) 60-celstadium (60-cel). In (A – F, H, J, L, N) bevinden de embryo's zich in zijaanzicht met de dierlijke pool omhoog. In (G,I,K,M,O) bevinden de embryo's zich in vegetatief aanzicht. In (A) markeren pijlen de equatoriale pigmentband. In (B) markeert de pijlpunt de membrana vitellina. In (F – K) geven stippen in blauw, oranje en rood respectievelijk aan: de mesomeren, de macromeren en de micromeren. In (H – O) markeren sterretjes in donkerblauw, lichtblauw, geel, oranje, bruin en rood respectievelijk: de an1-, an2-, veg1- en veg2-cellen, evenals de grote en de kleine micromeren. De schematische legenda onder de afbeeldingen illustreert de relaties tussen cellijnen. Schaalbalk: (A – O) 30 μm. an: dierlijk; veg: vegetatief.

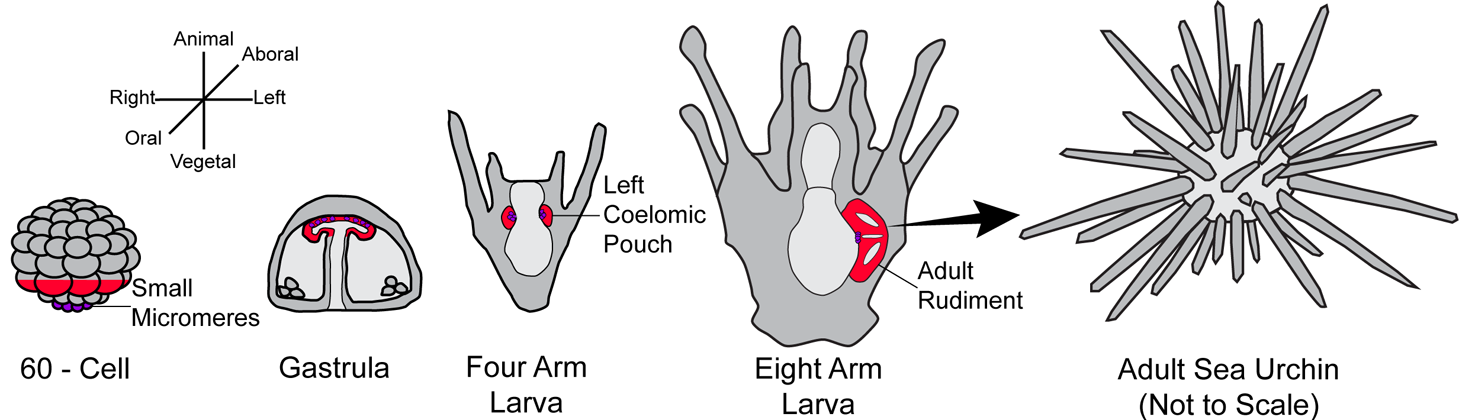
Ontwikkeling zee-egels

De zee-egels hebben een holoblastische isolecithale radiale klieving. De eerste en tweede klieving zijn meridionaal (loodrecht), wat betekent dat de klievingsgroeven door de vegetatieve- en dierlijke polen gaan. De derde klieving is equatoriaal (loodrecht op de eerste twee) en scheidt de dierlijke- en vegetatieve helften van elkaar. Tijdens de vierde klieving verdelen de vier cellen van het dierlijke niveau zich meridionaal in acht blastomeren met hetzelfde volume (mesomeren), en het vegetatieve niveau heeft een ongelijke equatoriale klieving en produceert vier grote cellen (macromeren) en vier kleine (micromeren). Tijdens de vijfde klieving delen de acht dierlijke mesomeren zich equatoriaal met twee niveaus: an1 en an2, de een boven de ander. De macromeren delen zich meridionaal en vormen een achtcellig niveau onder an2. De micromeren delen zich later en produceren een kleine cluster van 32 cellen onder het grotere niveau. De micromeren verdelen zich equatoriaal en ongelijk, waardoor vier grote micromeren (net onder de macromeren) en vier kleine micromeren (die de vegetatieve pool markeren) ontstaan. Bij de zesde klieving delen de cellen van het dierlijke halfrond meridionaal en de vegetatieve cellen zich equatoriaal waardoor een embryo van 56 cellen ontstaat. Tijdens deze splitsing verdelen de cellen van de an1- en an2-lagen zich gelijkmatig en meridionaal, waardoor een nieuwe an1- en een nieuwe an2-laag ontstaan die nu elk uit 16 cellen bestaan. De macromeren ondergaan een gelijke maar equatoriale klieving, wat leidt tot het ontstaan van twee vegetatieve lagen, elk bestaande uit acht cellen: de vegetatieve laag 1 (veg1), gelegen onder de an2, en de vegetatieve laag 2 (veg2), gelegen onder veg1. Hierna klieven de grote micromeren voor de zesde keer, die meridionaal en gelijk is. Hierdoor ontstaat een enkele ring van acht micromeren met een gelijk volume, waarbij de kleine micromeren in het midden geen celdeling hebben. Het embryo bestaat nu dus uit 60 cellen, waarvan zestien an1-cellen, zestien an2-cellen, acht veg1-cellen, acht veg2-cellen, acht grote micromeren en vier kleine micromeren. Bij de zevende klieving delen de dierlijke cellen zich equatoriaal en vegetatieve cellen meridionaal. Op dit punt is het embryo een blastula met 128 cellen en komen celdelingen minder vaak voor.
Na de tiende klieving ontstaat een enkele epitheellaag die de blastocoel omhult. Het embryo begint dan met de gastrulatie, een meerdelig proces dat zijn structuur dramatisch herschikt door invaginatie voor het vormen van de drie kiembladen, waarbij een epitheel-mesenchymale overgang betrokken is; primaire mesenchym cellen verplaatsen zich naar de blastocoel  en vormen het mesoderm.  Er is voorgesteld dat epitheelpolariteit samen met vlakke celpolariteit voldoende zou kunnen zijn voor het stimuleren van de gastrulatie bij zee-egels. De dierlijke-vegetatieve as wordt vastgesteld voordat het ei wordt bevrucht. De oraal-aborale as wordt vroeg in de klieving gespecificeerd en de links-rechts-as verschijnt in het late gastrula-stadium.

## Klieving bij slakken (weekdier)
Slakken hebben een holoblastische isolecithale spiraalvormige klieving. Het segmentatievlak is schuin en vormt een spiraalvormige opstelling van de blastomeren. 
- De eerste twee klievingen zijn bijna meridionaal en vormen vier grote macromeren.
- De tweede klieving, die haaks op de eerste plaatsvindt, verdeelt het mbryo en het lichaam van de toekomstige larve in rechter- en linkerhelften. In de volgende klievingen ontstaat er een micromeer uit elk macromeer aan de dierlijke pool. Elk kwartet micromeren wordt naar rechts of links van zijn zustermacromeer verplaatst, waardoor het spiraalpatroon ontstaat.
- Tijdens de derde klieving vormen de macromeren elk twee dochtercellen (een ander macromeer en een micromeer).
- In de vierde klieving worden uit het macromeer een macromeer en een micromeer gevormd, terwijl nog twee micromeren uit het micromeer worden gevormd, die het tweede kwartet van micromeren vormen. Het eerste kwartet zal de hoofdstructuur vormen en het tweede kwartet zal de statocyst (evenwichtsorgaan) en de schelp vormen.[11]
- De vijfde klieving is een klieving van het eerste kwartet van micromeren.
- Bij de zesde klieving wordt een derde en laatste kwartet micromeren aan de dierlijke pool gevormd. Ook dze klieving is schuin, maar dan naar rechts. Door deze afwisseling in de richting van elk splitsingsvlak, dat begon met de eerste splitsing zoals aangegeven door de rotatie van de kernen naar rechts wordt de symmetrische opstelling van de cellen gehandhaafd. Liggend aan de dierlijke pool van het embryo vormen deze drie kwartetten van micromeren de zogenaamde dorsale plaat, die, door snelle klievingen het embryo volledig gaan bedekken en zo de buitenste laag of het ectoderm vormt. Deze cellen worden ectoblasten genoemd.
- De zevende klieving deelt het tweede kwartet van ectoblasten.
- De achtste klieving bestaat uit een tweede klieving van het eerste kwartet van ectoblasten.
- De negende klieving deelt slechts één tamelijk grote cel (zie figuur M-E), de mesentoblast liggend linksachter de macromeren. Deze nieuwe cel verdeelt zich in twee cellen en opnieuw in vier cellen. De bovenste twee van deze vier cellen delen zich snel en worden mesoblasten genoemd. Ze zullen de toekomstige middenlaag of het mesoderm van het embryo vormen.
- Na de scheiding van de mesoblasten delen de overige drie grote cellen zich uiteindelijk, waardoor er in totaal acht of negen grote lager liggende cellen ontstaan, de entoblasten, die na verloop van tijd de binnenste laag van het embryo zullen vormen. In een vroeg stadium worden dus in het embryo de eerste aanlegsels van de drie lagen gescheiden die te onderscheiden zijn in de ontwikkeling van alle hogere dierlijke organismen: ectoderm, mesoderm en entoderm.
- De delende ectoblasten omgeven al snel het gehele embryo totdat er alleen een smalle opening overblijft op de onderste of ventrale pool. Vanwege de ongelijke snelheid van deze groei wordt de bovenste of dierlijke pool tegelijkertijd naar voren verschoven totdat de hoekafstand tot de onderste vegetatieve pool aan deze kant slechts 90° wordt. De opening is het begin van de toekomstige mond. De opening zelf is korte tijd gesloten, maar gaat al snel weer open en er komt communicatie tot stand tussen de buiten- en de binnenholte van het embryo. Vanaf dit moment bestaat de ontwikkeling uit de differentiatie door groei van de zich vermenigvuldigende cellen van deze drie afzonderlijke lagen tot de gespecialiseerde organen van het lichaam.[23]

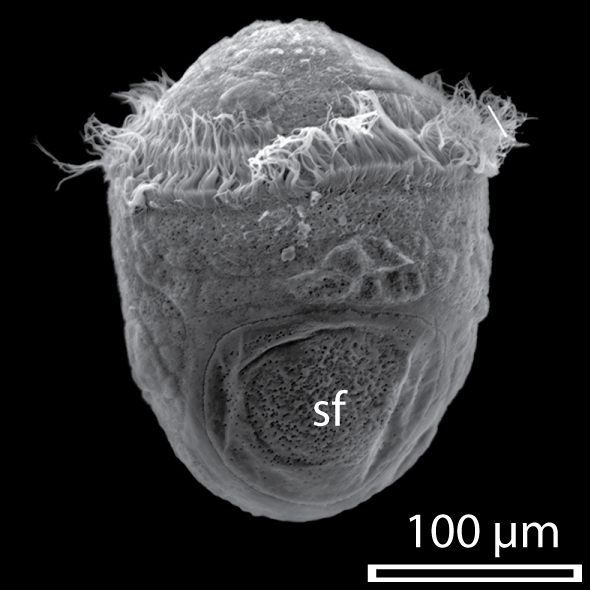
Haliotis asinina trochofoor negen uur na bevruchting. sf=schelpveld
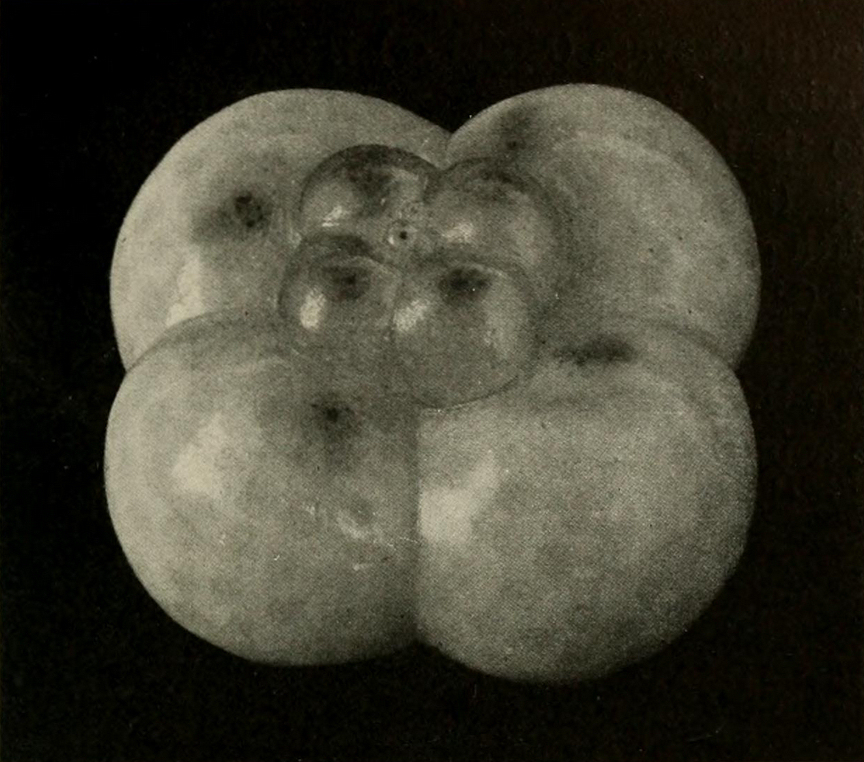
Derde klieving bij Crepidula
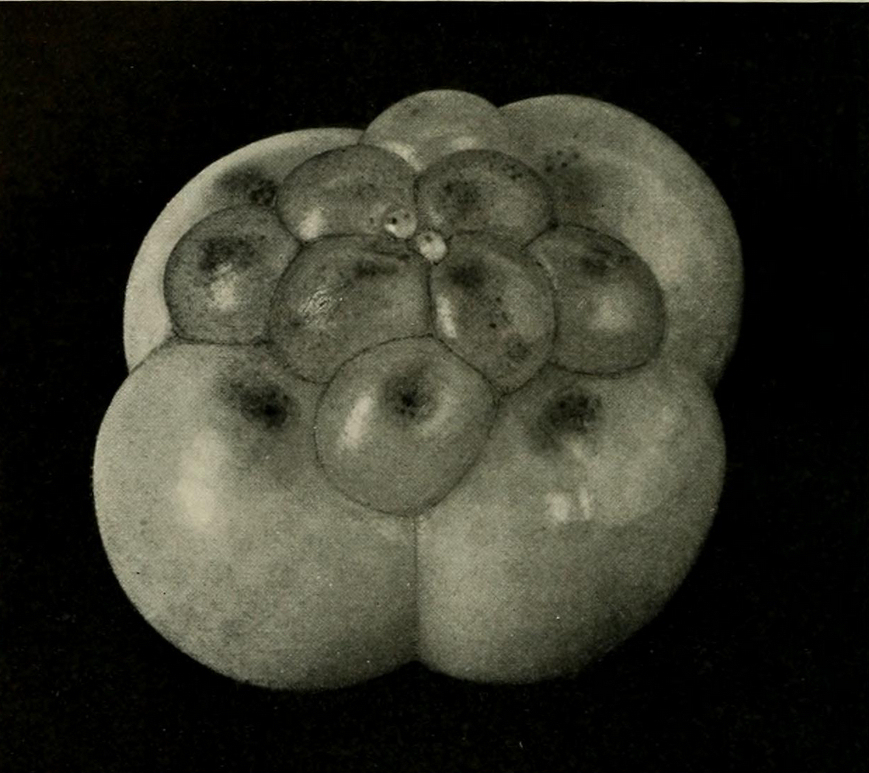
Vierde klieving bij Crepidula
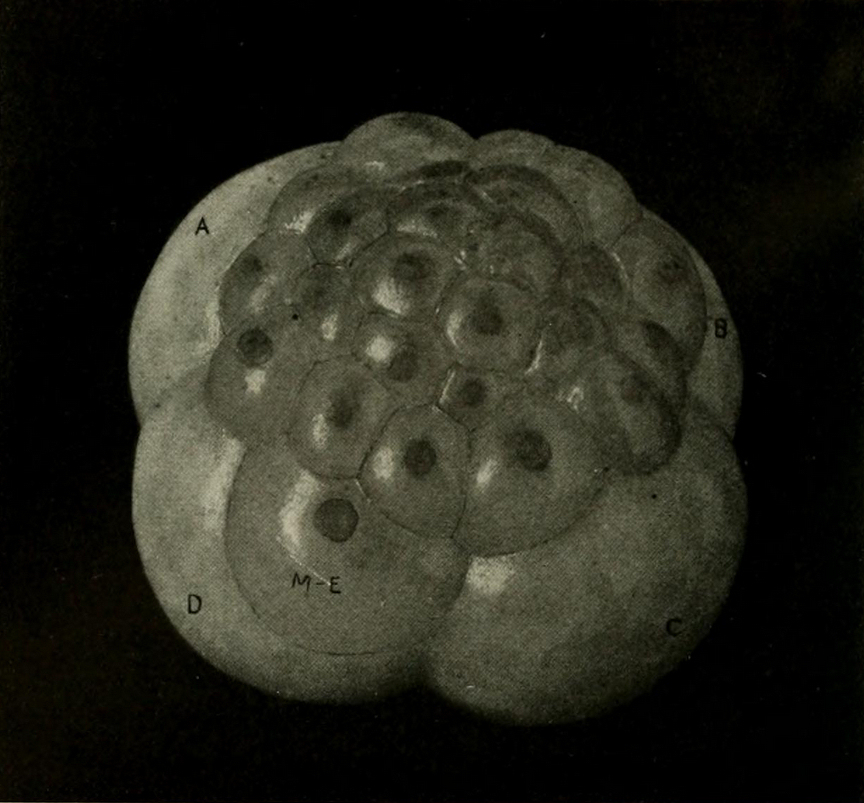
Negende klieving bij Crepidula. (klieving van M-E cel)
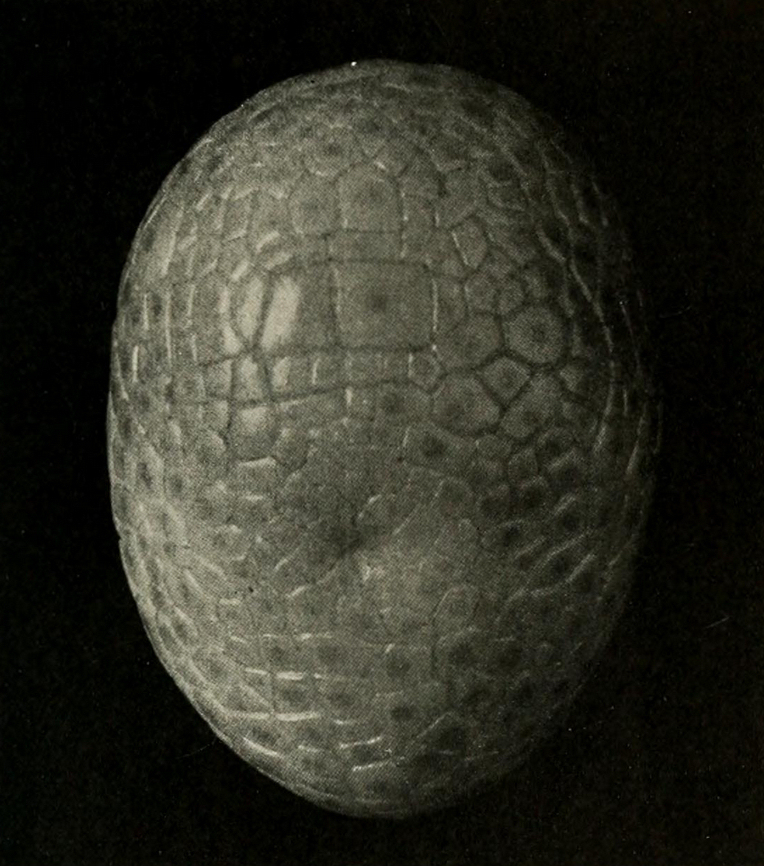
Ectoblasten rondom het embryo van Crepidula.

## Klieving bij vogels

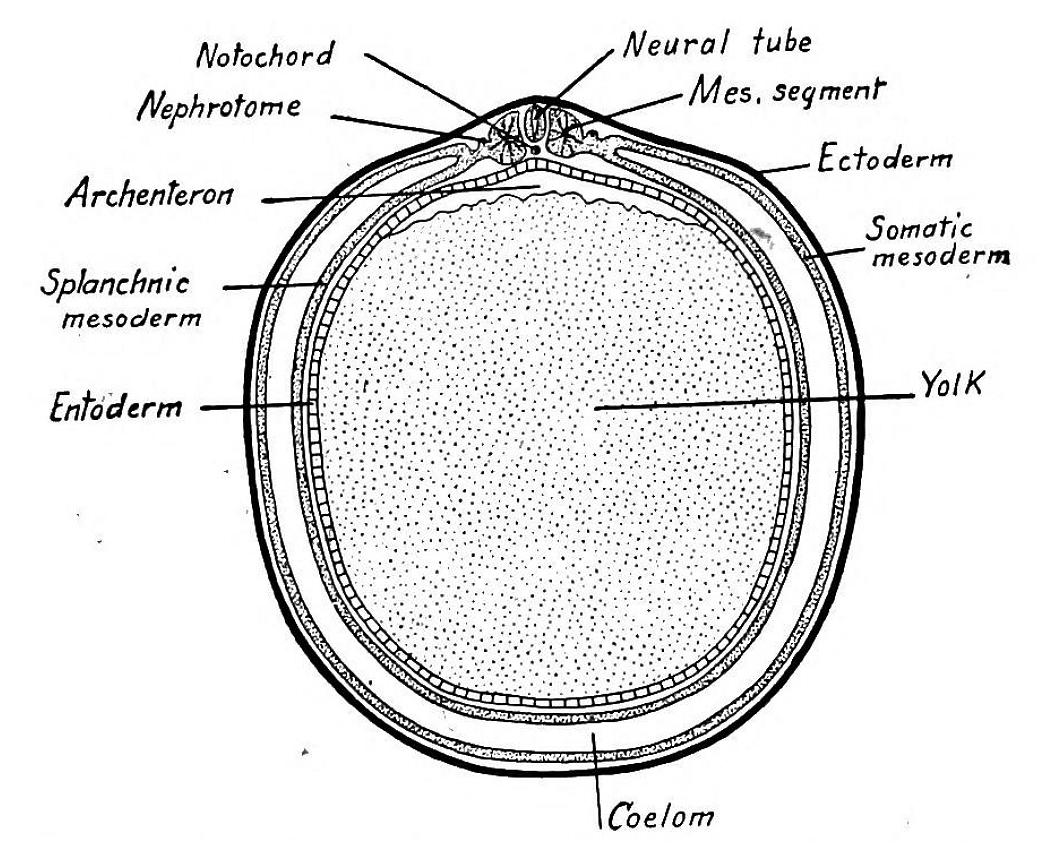
Dwarsdoorsnede embryo van een vogel.

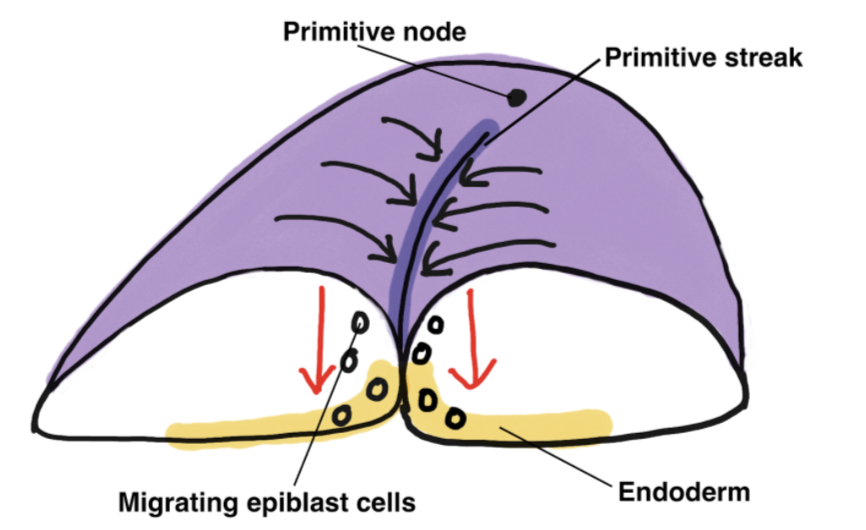
Migratie van epiblastcellen

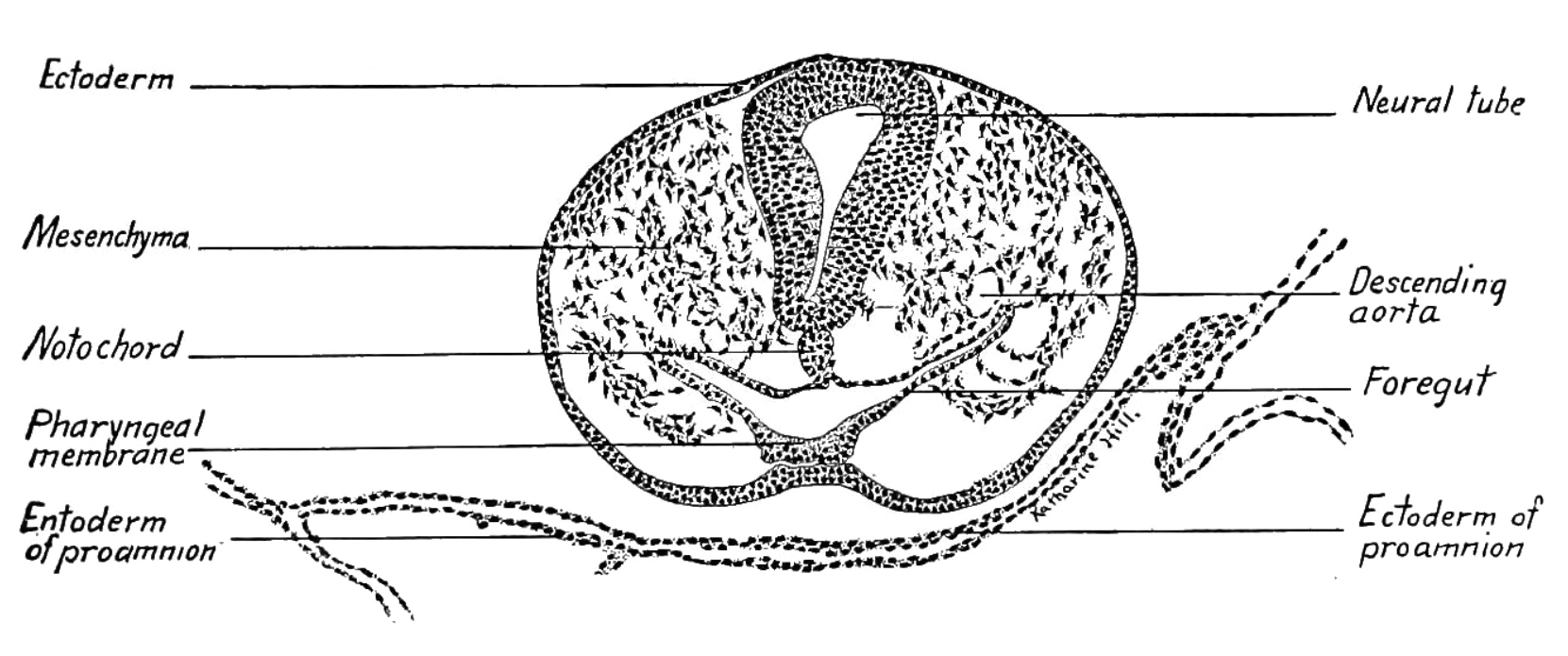
Dwarsdoorsnede van een 25 uur oud embryo van een vogel.

Vogels hebben een meroblastische telolecithale discoidale klieving. In de zeer dooierrijke eieren bevindt de kiemschijf zich bovenop de dooier. Equatoriale en verticale klievingen verdelen het blastoderm in een weefsel van vijf tot zes cellagen dik. Het embryonaal blastoderm vormt de primitieve streep en vormt de blastoporus zich als een groef in de primitieve streep, een verzameling cellen die aan het voorste uiteinde gemarkeerd zijn door de knoop van Hensen. Cellen die het mesoderm en endoderm zullen worden, migreren naar binnen in de blastocoel via de knoop van Hensen en langs de hele groef van de primitieve streep.
De vorming begint met het afvlakken van de kiemschijf. De onderliggende epiblastcellen veranderen van vorm en worden dikker, waardoor de primitieve streep ontstaat. De primitieve streep wordt langer door migratie van cellen en vernauwing en vormt de primitieve groef met de blastoporus. Cellen van de buitenste laag migreren naar binnen via de zijkanten van de primitieve groef en de knoop van Hensen. Ze vormen het mesoderm en het endoderm (entoderm). Een kleine splitsing tussen endoderm (entoderm) en dooier vormt het archenteron.

## Geschiedenis
Klieving is onderzocht bij verschillende groepen dieren.:
- de Kikkers van Prevost en Dumas in 1824;
- de Salamanders door Rusconi in 1836;
- de Platwormen door Siebold in 1837;
- de Hydroïdpoliepen door Lovén in 1837;
- de Zeesterren en de zeenaaktslakken door Sars in 1837;
- de Zoogdieren door Bischoff in 1838;
- de Vissen door Vogt in 1842;
- de Vogels door Bergmann in 1847.

Recenter:
- Beerdiertjes in 2017, vergeleken met geleedpotigen en fluweelwormen[25]

## Afbeeldingen

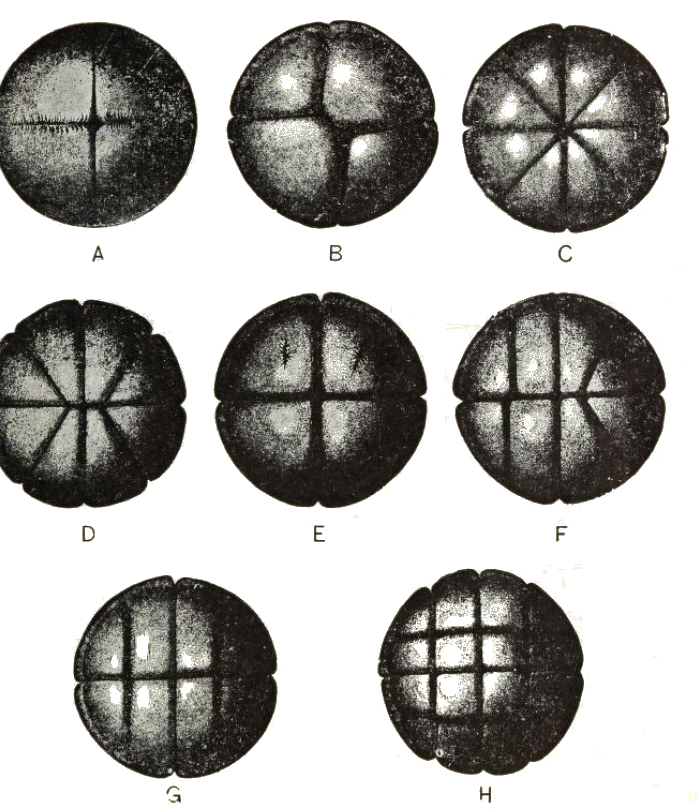
Ongelijke radiale klieving bij kikkers (Anura). A, tweecellig stadium, met het begin van de tweede klievingsgroef; B, stadium met acht cellen, met de kruisklievingsgroef bij de dierlijke (animale) pool; E, achtcellig stadium; C, D, F, G, stadia van zestien cellen, die variaties in het klievingsplan laten zien; H, tweeëndertigcellig stadium.
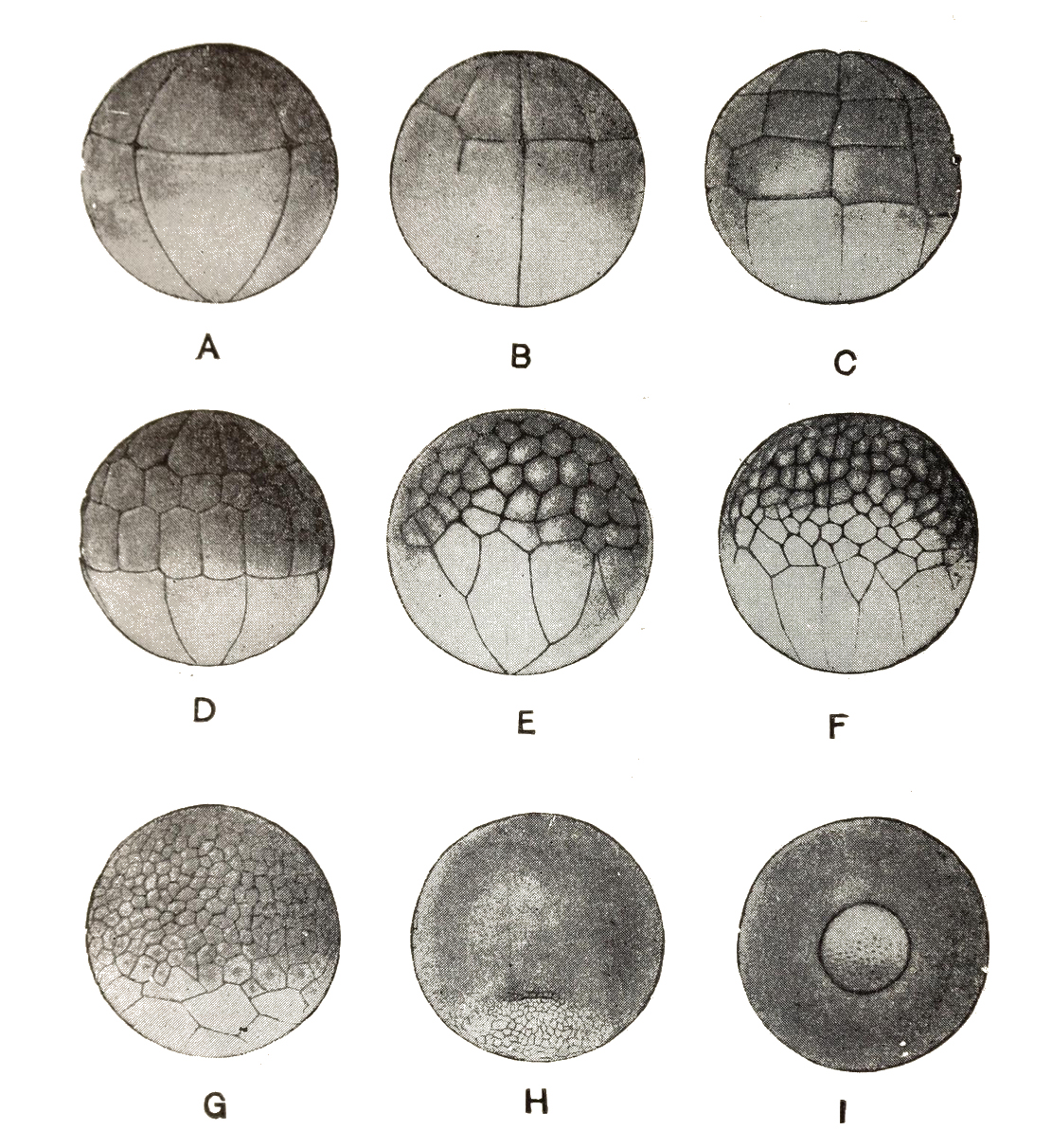
Ongelijke radiale klievingsdelingen en vorming van de blastpore van de blastocyste bij kikkers. A, Stadium met acht cellen, van één kant gezien; B, begin van het zestiencellig stadium; C, tweeëndertigcellig stadium; D, achtenveertigcellig stadium; E, F en G, opeenvolgende latere stadia van splitsing; H, begin van de blastoporus in de vorm van een kleine halve maan; I, cirkelvormige blastoporus aan de vegetatieve kant van het ei.
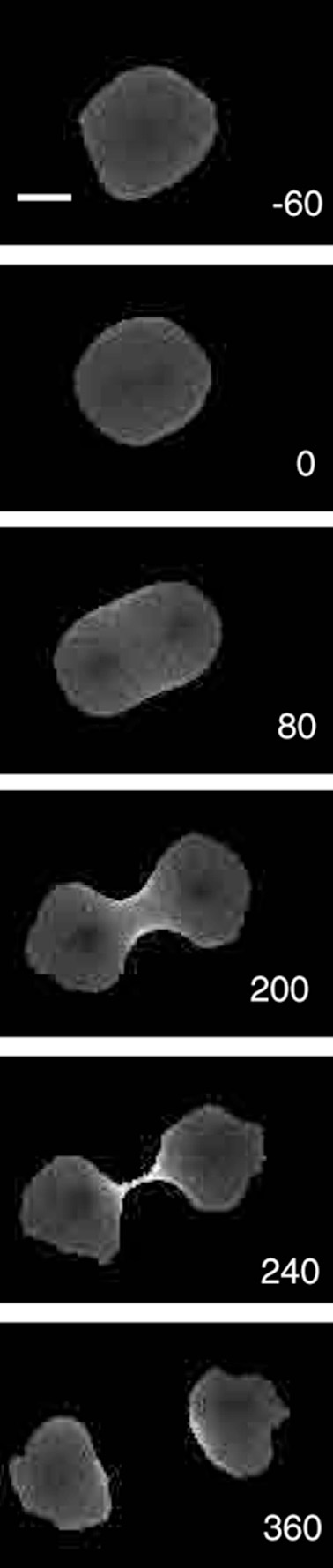
De actomyosinering induceert de vorming van de klievingsgroef (4e van boven) om de celklieving te ondersteunen.
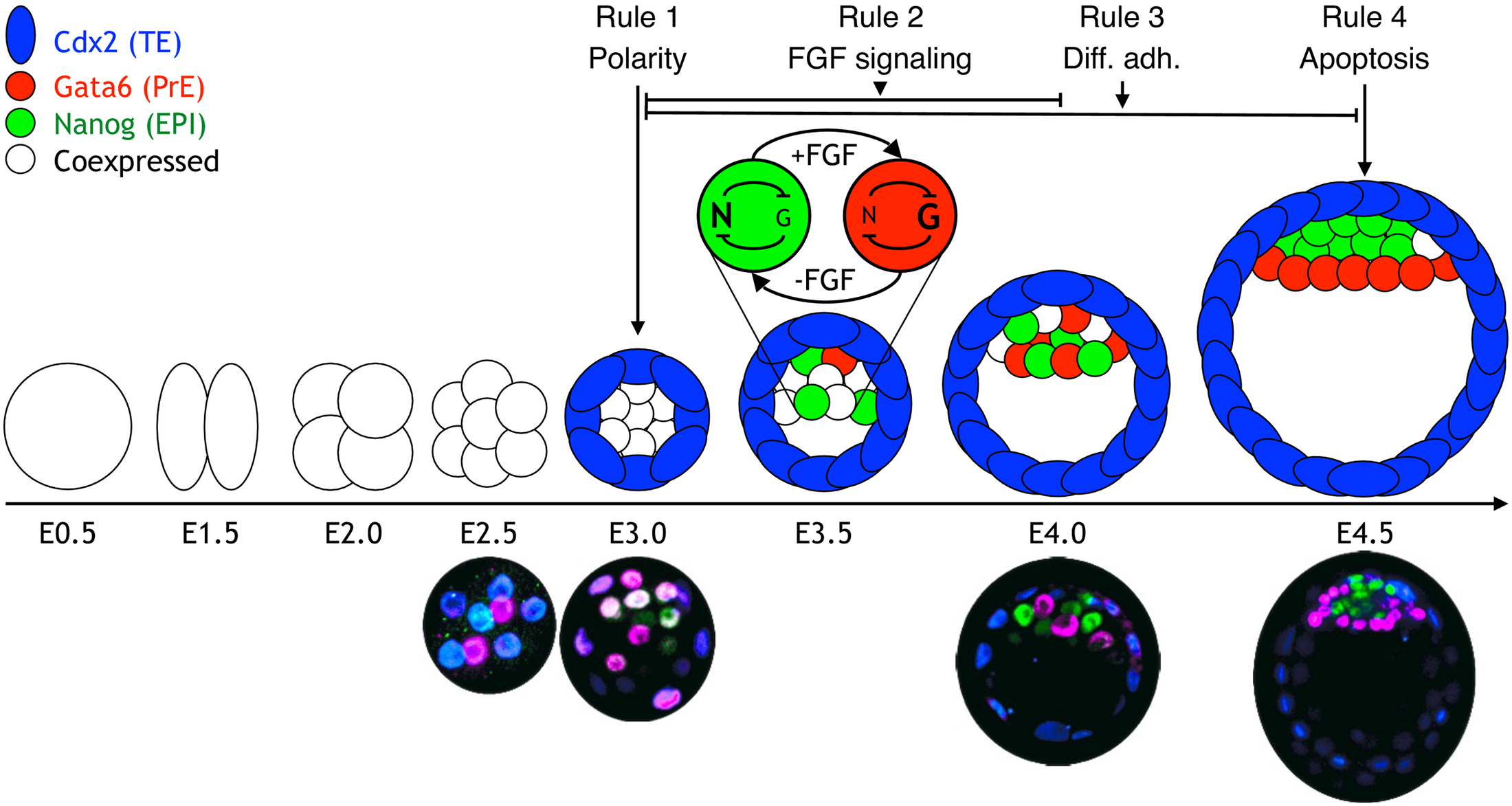
Vroege ontwikkeling van het embryo van de muis vanaf ovulatie tot en met blastocyste vorming met rotatie klieving. E=leeftijd embryo in dagen.
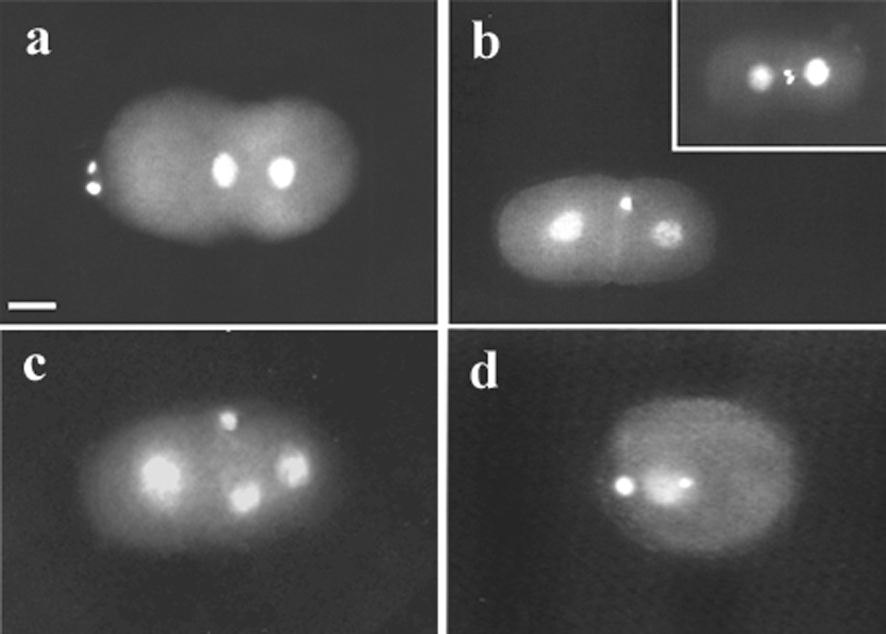
Polaire lichaampjes bij rondwormen
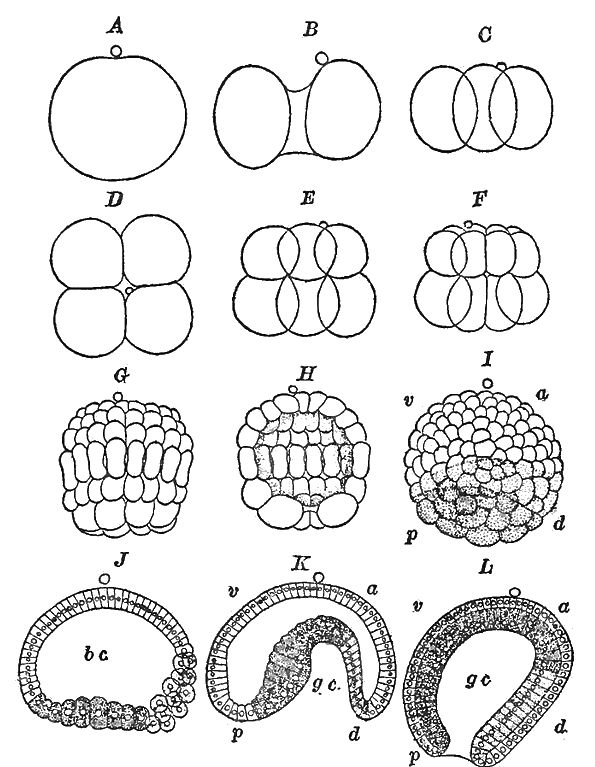
Opeenvolgende stadia in de klievingen en gastrulatie van het lancetvisje